# História do Rio Grande do Sul

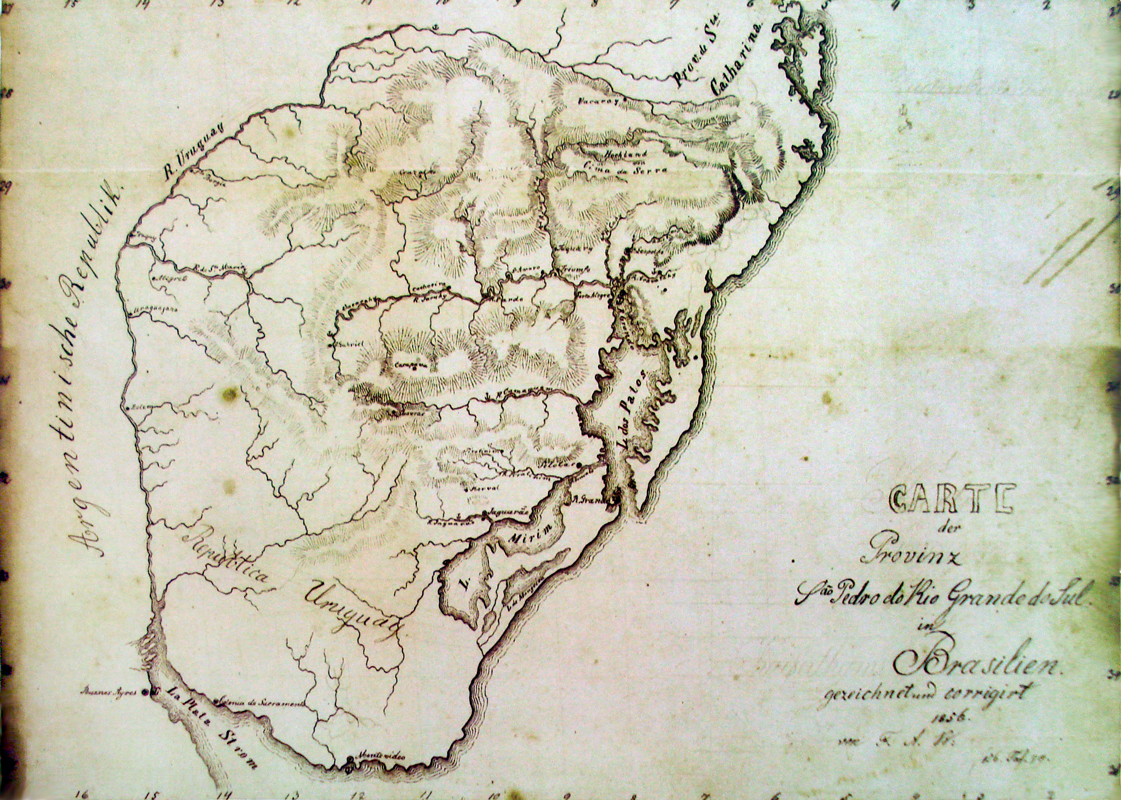
Herrmann Rudolf Wendroth: Mapa da Província de São Pedro do Rio Grande do Sul em 1852.

A história do Rio Grande do Sul inicia-se com a chegada do homem à região, há cerca de 12 mil anos. Suas mudanças mais dramáticas, no entanto, ocorreram nos últimos cinco séculos, depois do descobrimento do Brasil. Esse percurso mais recente transcorreu em meio a diversos conflitos armados externos e internos, alguns de grande violência. Guilhermino César dizia, justificadamente, que essa história "é um dos capítulos mais recentes da história brasileira", pois quando no Nordeste já se cantavam missas polifônicas, este estado ainda era ocupado por um punhado de povoados e estâncias de gado portuguesas no centro-litoral, e o sul-sudeste era uma "terra de ninguém" onde frequentemente incursionavam tropas espanholas mandadas por Buenos Aires, defendendo os interesses da Coroa Espanhola, proprietária legal da área nessa época. Essencialmente, o Rio Grande do Sul, até o fim do século XVIII, era uma região virgem habitada por povos indígenas. Os únicos focos importantes de civilização e cultura europeias em todo o território até esta altura eram um brilhante grupo de reduções jesuítas fundado no noroeste, destacando-se entre elas os Sete Povos das Missões. Entretanto, sendo de criação espanhola, até há pouco tempo as Missões eram vistas como sendo um capítulo à parte da história do estado, tanto mais por não terem deixado descendência cultural direta significativa. Em anos recentes, entretanto, vêm sendo assimiladas à historiografia integrada do estado.
Na primeira metade do século XIX, após muitos conflitos e tratados, obtendo Portugal a posse definitiva das terras que hoje compõem o estado, expulsos os espanhóis, desmanteladas as reduções e massacrados ou dispersos os índios, se estabeleceu uma sociedade de matriz claramente portuguesa e uma economia baseada principalmente no charque e no trigo, iniciando um florescimento cultural nos maiores centros do litoral - Porto Alegre, Pelotas e Rio Grande. Esse crescimento contou com a contribuição de muitos imigrantes alemães, que desbravaram novas áreas e criaram culturas regionais significativas e economias prósperas, bem como com a força de muitos braços escravos. Em 1835 iniciou um dramático conflito que envolveu os gaúchos numa guerra fratricida, a Revolução Farroupilha, de caráter separatista e republicano. Finda a guerra a sociedade pôde se reestruturar. No final do século o comércio se fortaleceu, chegaram imigrantes de outras origens como italianos e judeus, e na virada para o século XX o Rio Grande do Sul havia se tornado a terceira maior economia do Brasil, com uma indústria em ascensão e uma rica classe burguesa, mas ainda era um estado dividido por sérias rivalidades políticas, e houve mais crises sangrentas. Nessa época o Positivismo delineava o programa de governo, criando uma dinastia de políticos herdeiros de Júlio de Castilhos que governou até os anos 1960 e influiu em todo o Brasil, especialmente através de Getúlio Vargas, que em sua origem fora castilhista. No período da ditadura militar o Rio Grande do Sul enfrentou muitas dificuldades no que diz respeito à liberdade de expressão, como enfrentou todo o país, mas o crescimento econômico do Milagre Brasileiro propiciou investimentos na infraestrutura. No final do ciclo, porém, o estado havia acumulado enorme dívida pública. Nas últimas décadas o estado vem consolidando uma economia dinâmica e diversificada, ainda que bastante ligada ao setor agropecuário, e vem ganhando fama como tendo uma população politizada e educada. Ainda que existam muitos desafios a serem vencidos e grandes diferenças regionais, em geral melhorou sua qualidade de vida alcançando índices superiores à média nacional, projetou-se culturalmente em todo o Brasil e iniciou um processo de abertura para outros cenários em face da globalização, enquanto que passava a prestar mais atenção às suas raízes históricas, à sua diversidade interna, aos excluídos e minorias, e ao seu ambiente natural.

## Pré-história

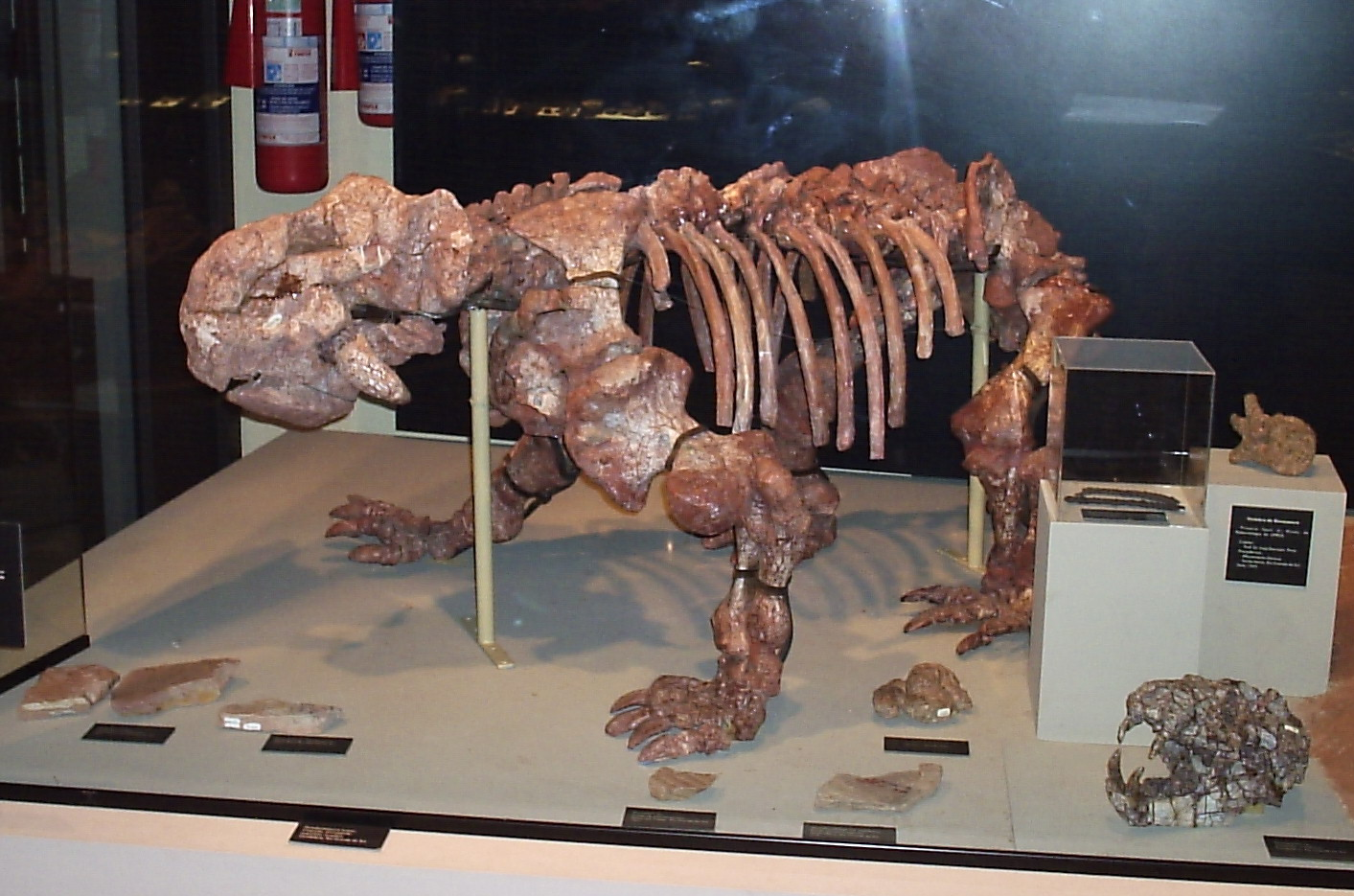
Fóssil de Dinodontosaurus, Acervo da UFRGS.

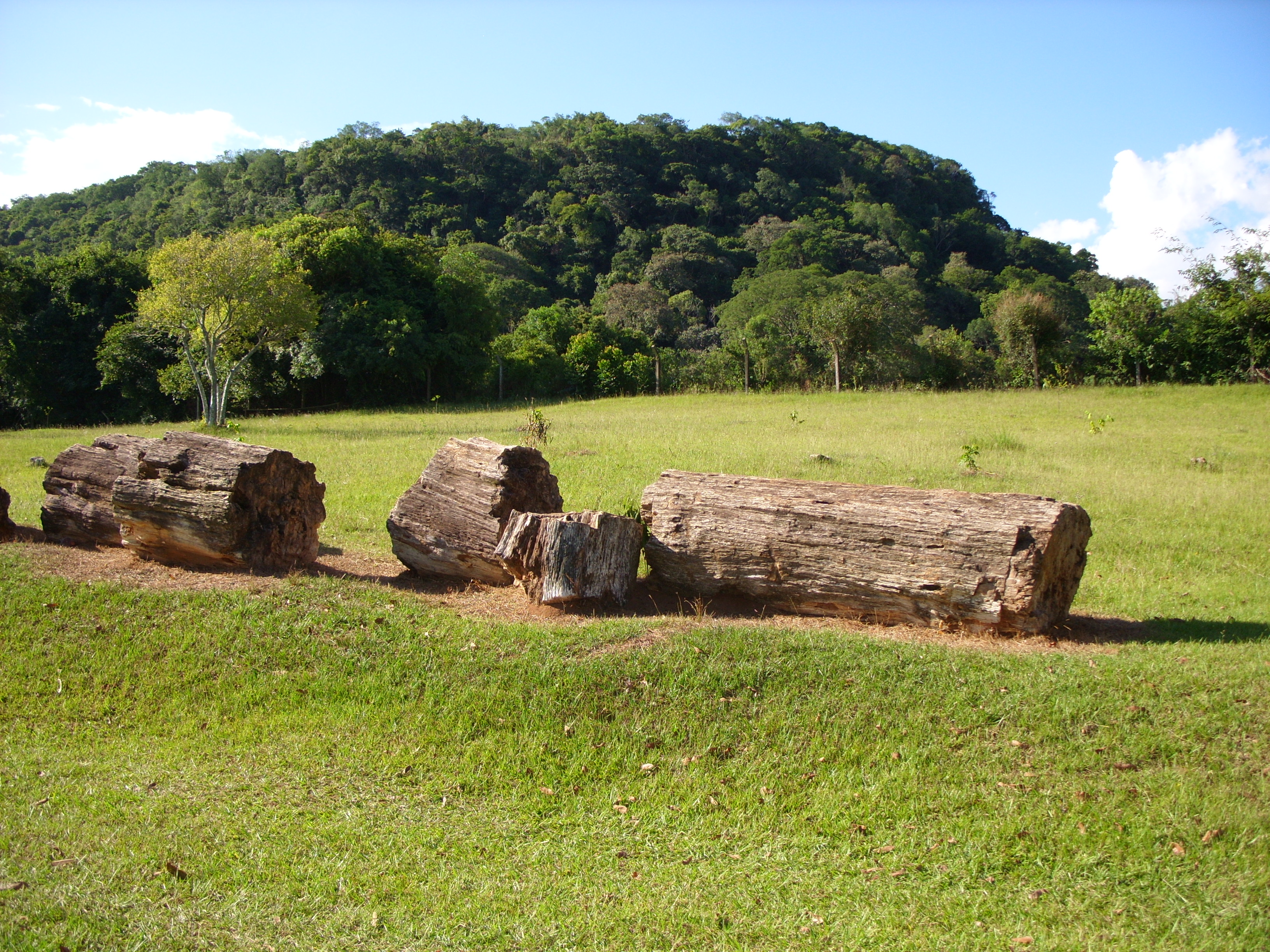
Árvore petrificada no Jardim Paleobotânico de Mata.

O perfil geográfico do Rio Grande do Sul foi formado por sucessivas transformações que iniciaram há cerca de 600 milhões de anos. Esse território já foi um mar, já foi um deserto, e em várias regiões aconteceram soterramentos massivos por derrames de lava. Crê-se que somente há dois milhões de anos a geografia se definiu mais ou menos como hoje a conhecemos, quando se fixou a faixa arenosa do litoral.
Há apenas cerca de 12 mil anos antes do presente (AP) iniciou a ocupação humana, com a chegada de grupos de caçadores-coletores vindos do norte. Várias regiões da América do Sul nesta época já haviam sido povoadas, algumas ao que parece desde alguns milênios antes, por populações de origem asiática. A tese predominante é que elas tenham originalmente cruzado o Estreito de Behring, no extremo norte da América do Norte, que então estava seco por causa de uma glaciação global, migrando em seguida para o sul, ocupando neste percurso muitos espaços ao longo de gerações.
Os pioneiros que chegaram ao território do Rio Grande do Sul encontraram uma região bastante diferente da que hoje vemos. Em 12 mil anos AP, a glaciação, que cobrira de gelo toda a Patagônia e esfriara o clima global, começava a regredir, e o clima da região, mais seco e frio do que no presente, se aquecia e umedecia. No entanto, provavelmente a neve ainda caía na região todos os invernos. O nível do mar subia, ao derreter o gelo glacial que se acumulara no mundo, e inundava a planície litorânea. A vegetação local provavelmente era esparsa, composta principalmente de savanas, com matas apenas nas terras altas e nas margens dos rios. A fauna local também era outra, composta de muitas espécies gigantes, como os milodontes, gliptodontes e toxodontes.

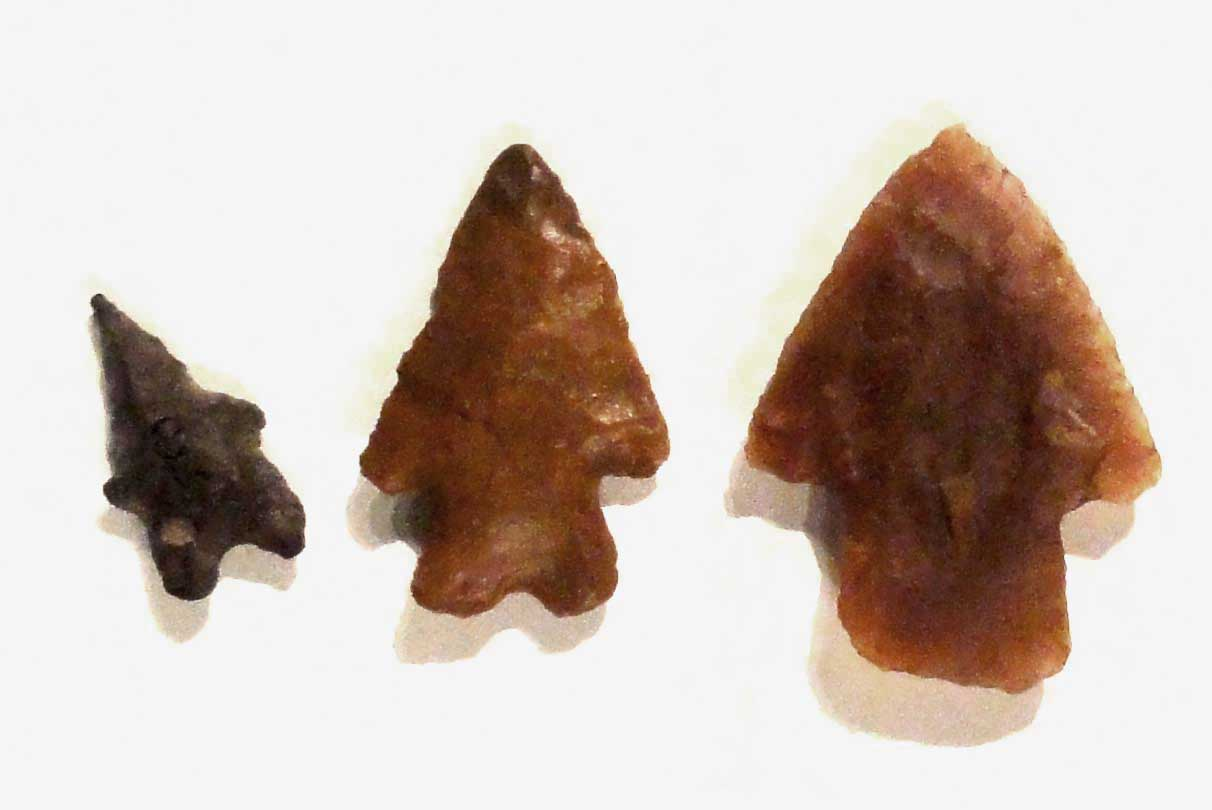
Pontas de flecha em pedra lascada da tradição Umbu. Museu da UFRGS.

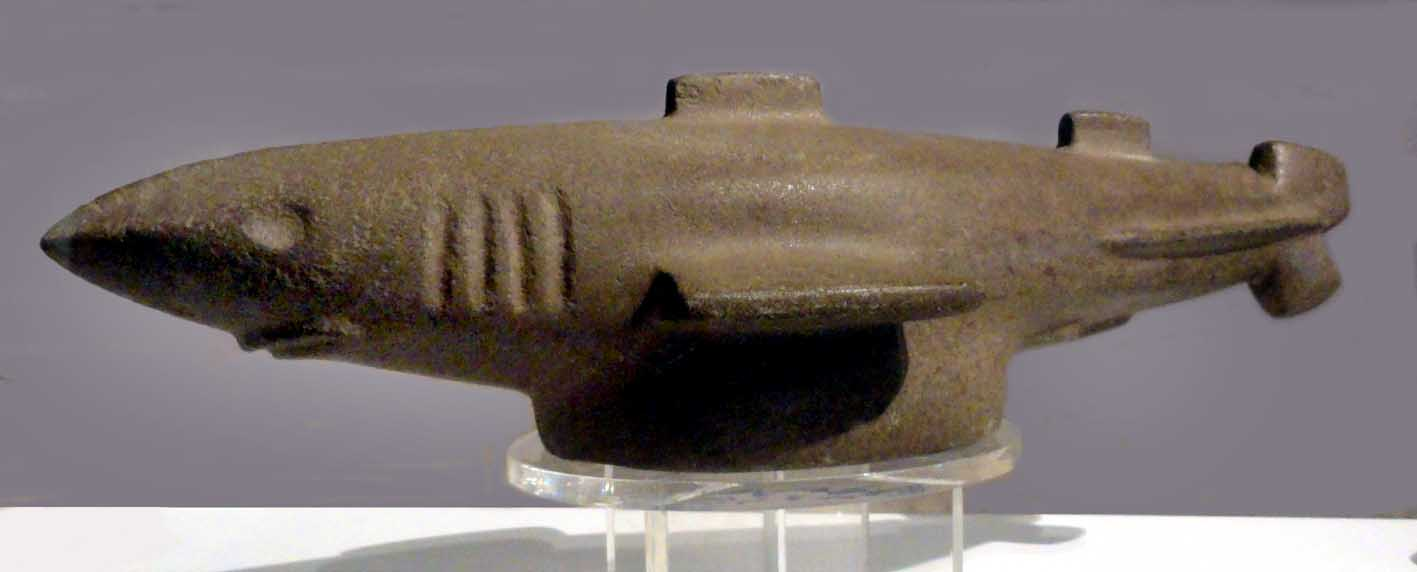
Escultura em pedra da tradição Sambaqui, representando um tubarão, Laboratório de Ensino e Pesquisa em Antropologia e Arqueologia da Universidade Federal de Pelotas (LEPAARQ-UFPEL)

A penetração humana deu-se aparentemente através da fronteira oeste, ao longo do rio Uruguai, onde o estado hoje faz divisa com a Argentina e o Uruguai. No município de Alegrete, localizado nesta área, às margens do rio Ibicuí, foi encontrado o sítio arqueológico com vestígios humanos mais antigo do estado, cuja datação o situou com 12 770 anos. Esses primeiros povos, que compartilhavam de uma mesma cultura material, conhecida como tradição Umbu, viviam da caça e da coleta nas planícies do pampa, entre seus campos abertos e matas ciliares. Eram nômades, e devem ter estabelecido acampamentos temporários de acordo com a abundância sazonal de determinados recursos naturais, seguindo rotas de migração de animais ou épocas de amadurecimento de vegetais comestíveis.
Deixaram registros relativamente pobres. Os sítios arqueológicos incluem vestígios de assentamentos, restos de alimentação como ossos de animais e sementes, além de adornos pessoais e artefatos líticos como pontas de flecha e lança em pedra lascada, boleadeiras, cortadores, raspadores e outras ferramentas. Sua cultura predominou por cerca de 11 mil anos, ainda que exibisse adaptações regionais ao variado cenário do território, que se compõe de diferentes tipos de ecossistemas. Deve ser lembrado que as mudanças climáticas que a região atravessou ao longo de milênios determinaram importantes modificações na composição da flora e da fauna, às quais as populações humanas precisaram se adaptar, e isso se refletiu em variações em seus costumes e culturas. Durante o ótimo climático, um período de importante elevação nas temperaturas globais ocorrido a partir de 6 mil anos AP, esses povos passaram a colonizar as matas das serras e a subir o planalto. Aparecem gravuras rupestres e ferramental adaptado ao trabalho com madeira, especialmente machados bifaciais. Formava-se ali a chamada tradição Humaitá.

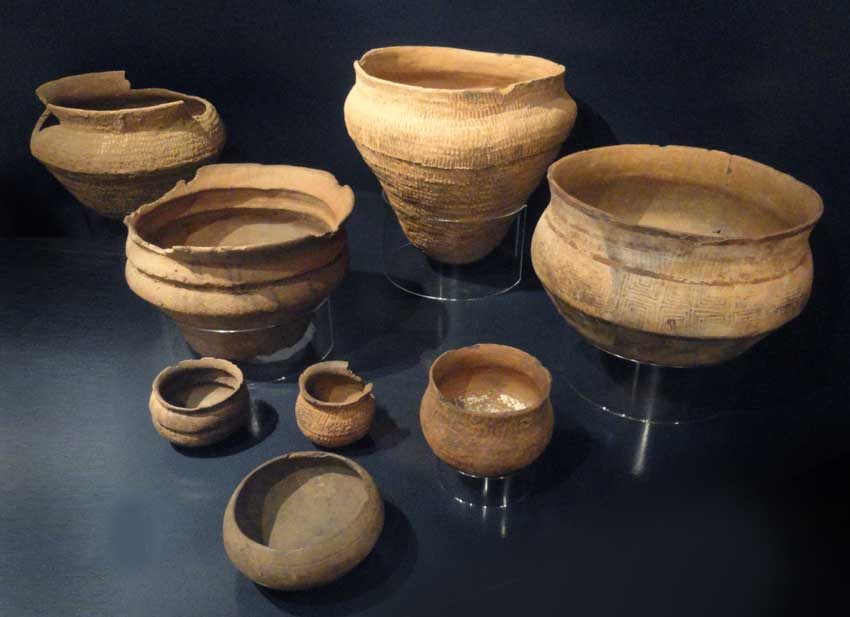
Cerâmica guarani. Museu da UFRGS.

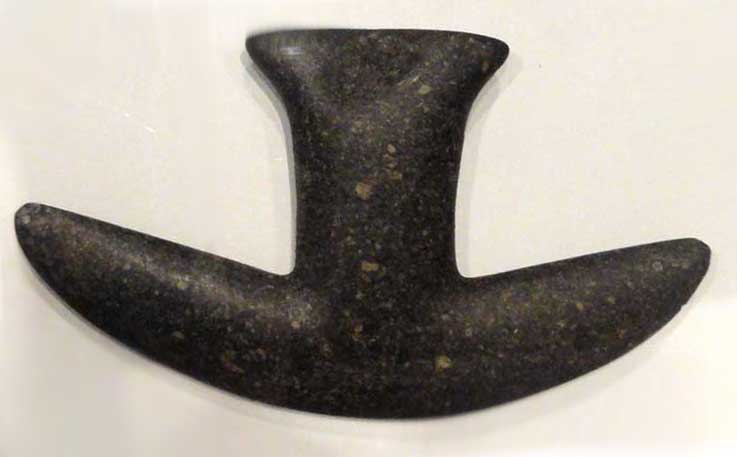
Machado em pedra polida dos povos Jê. Museu da UFRGS.

Enquanto isso, se completava a conquista do litoral, formando-se uma cultura específica, a tradição Sambaqui, adaptada à vida junto ao mar e nas planícies costeiras. São característicos dessa tradição os depósitos de conchas, carapaças de crustáceos e restos de peixes que lhe deram o nome, os sambaquis, onde também são encontrados enterramentos e artefatos indicativos de sua associação com o mar, tais como anzóis e pesos de redes. Também se encontram indícios de práticas agrícolas rudimentares, sugerindo que eram sedentários pelo menos em parte do ano. Outras características que os distinguem são os assentamentos sobre colinas artificiais baixas, conhecidas como cerritos, formadas em zonas alagadiças da planície costeira.
Por volta de 3 mil anos AP o clima esfriou novamente e se estabilizou em uma condição semelhante à do presente, produzindo novas adaptações na vida selvagem e nas culturas humanas que floresciam. Nas serras e no planalto, onde o clima permaneceu relativamente frio, com nevadas e geadas frequentes, os povos da tradição Humaitá, que colonizaram a área durante o ótimo climático, precisaram se adaptar, aparecendo então típicos abrigos subterrâneos cobertos de palha, que podiam se organizar em aldeias com várias unidades.
Pouco mais tarde, coincidindo com o início da era cristã, chega a segunda grande onda humana a atingir a região, composta de indígenas Guaranis procedentes da Amazônia. Cogita-se que eles também devem ter sido impelidos à migração pelas mudanças climáticas globais. Eles tinham uma desenvolvida cultura agrícola, domesticavam animais e dominavam a técnica da terracota e da pedra polida. Colonizaram os vales florestados da depressão central, o litoral e parte das serras, evitando porém as regiões mais altas e frias, e pouco avançaram sobre o pampa, já que preferiam climas mais quentes e o ambiente florestal a que estavam acostumados no norte, mas sua influência cultural foi mais ampla. Seus sítios se distinguem das outras tradições pela forma dos assentamentos, em aldeias mais estáveis e estruturadas, e pela abundância de artefatos em pedra polida como pontas de flecha, machados, maceradores, e vasos em cerâmica de diferentes formatos e decoração, técnicas que se observa doravante aparecer nos sítios de outros grupos. A sua influência também se revelou na expansão da agricultura.
Outro grupo a descer do norte junto com os guaranis foi o dos Jês, de cultura similarmente desenvolvida, deixando uma marca maior no planalto, onde primeiro influenciaram os povos da tradição Humaitá e logo os suplantaram. Mas quando o Brasil foi "descoberto", em 1500, quase todos os índios do estado, que somavam de 100 mil a 150 mil na estimativa dos estudiosos, já eram Guaranis ou estavam misturados a eles. Os grupos menos afetados por essa invasão foram os Jês do planalto médio, e os Charruas e Minuanos, do pampa.

## Início da colonização europeia
O território que hoje constitui o Rio Grande do Sul já constava nos mapas portugueses, sob o nome de Capitania d'El-Rei, desde o século XVI. A despeito do Tratado de Tordesilhas, que definia o fim das terras portuguesas na altura de Laguna, Portugal ansiava por estender seus domínios até a foz do Rio da Prata. No século XVII, bandeirantes de São Paulo já percorriam a área em busca de tesouros e para escravizar os índios. Nesse espírito, ignorando os tratados, em 17 de julho de 1676, através de Carta Régia, Portugal delimitou duas capitanias no sul que, em conjunto, se estendiam de Laguna até o Rio da Prata, doadas ao Visconde de Asseca e a João Correia de Sá. Em 22 de novembro de 1676, a bula papal Romani Pontificis Pastoralis Solicitudo veio fortalecer as pretensões portuguesas, pois ao criar o bispado do Rio de Janeiro, estabelecia como seus limites desde a costa e sertão da Capitania do Espírito Santo até o Rio da Prata. Logo em seguida, a Coroa Portuguesa passou a cogitar seriamente a ocupação das terras do sul, legalmente espanholas.

### Ocupação do litoral
Uma primeira expedição de conquista, organizada em 1677, malogrou. Outra, de 1680, sob comando de Dom Manuel Lobo, conseguiu tocar o Prata em janeiro do ano seguinte, fundando a Colônia do Sacramento, com um presídio e os primeiros abrigos para os colonos. A Espanha, nesta altura fragilizada por guerras contra a França, apesar de atacar a colônia, não esboçou uma reação mais séria à expansão portuguesa e, em 1681, estabeleceu-se o Tratado Provisional, delimitando novas fronteiras na região e reconhecendo a soberania portuguesa sobre a margem esquerda do Rio da Prata.

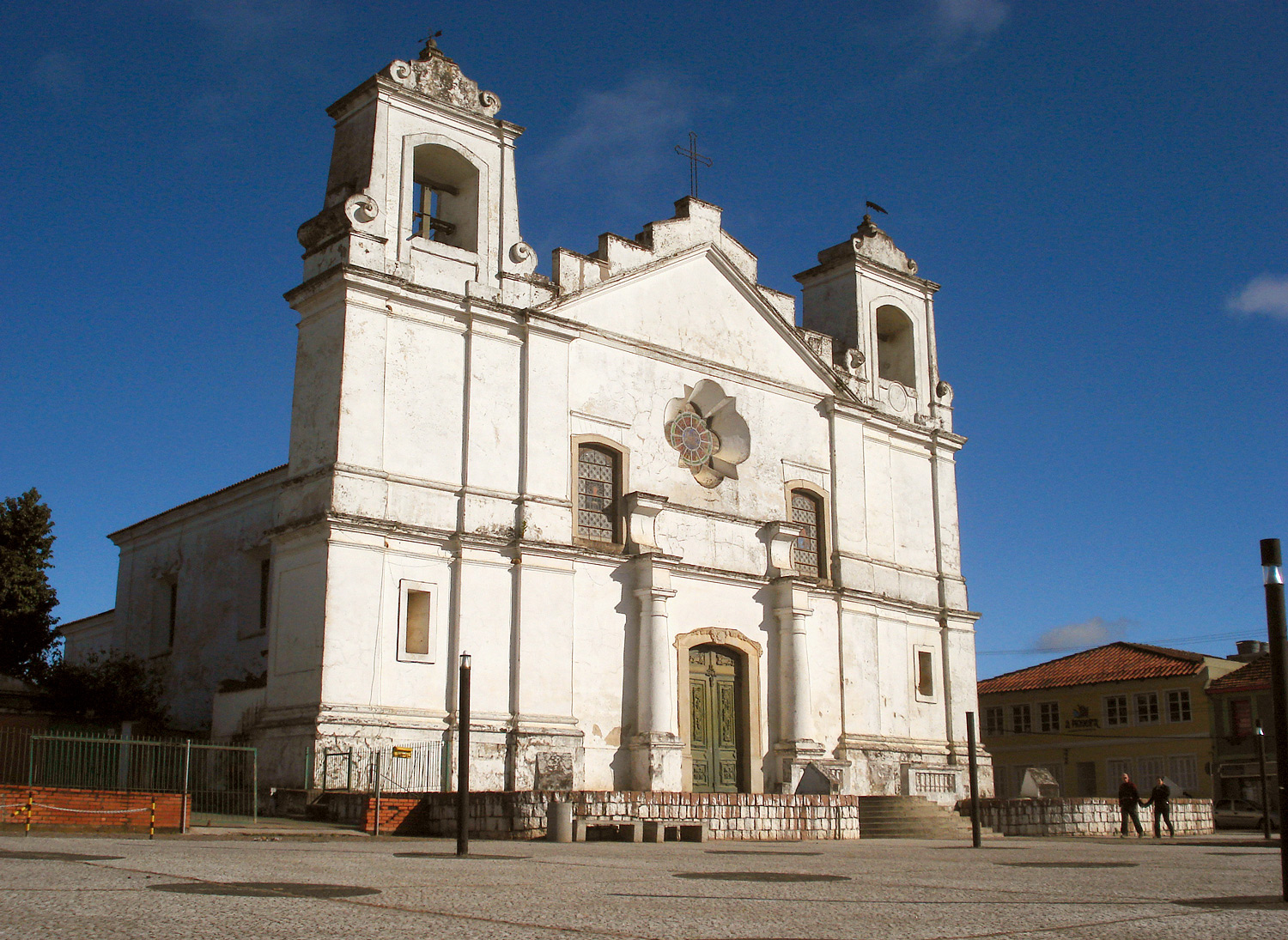
Matriz de Viamão (1766 - 1769), uma das mais antigas igrejas do estado.

Com o incentivo do estabelecimento deste posto avançado, os portugueses passaram a se interessar pela ocupação das terras intermediárias entre o Sacramento e a Capitania de São Vicente. O General João Borges Fortes, em sua obra "Rio Grande de São Pedro", observou que ao bandeirante Francisco de Brito Peixoto deve-se o pioneirismo na ocupação das terras que ficam entre Laguna e Colônia do Sacramento, dando início à presença luso-brasileira no Rio Grande do Sul:
"Estudando-se o processo de povoamento do Rio Grande do Sul a primeira figura com que se depara é a de Francisco de Brito Peixoto, que foi o pioneiro da conquista pacífica das terras que se interpõem entre a Laguna e a Colônia do Sacramento, ao longo da trilha litorânea. Fundador, com seu pai, Domingos de Brito Peixoto, da povoação da Laguna, levou Francisco as suas aventuras e descobertas pelo território a dentro [...] na procura de jazidas auríferas ou de prata, quer descendo para o Sul, até o grande estuário do Prata, na captura de gados e cavalos, perlustrando nessas investidas terras que, sob o domínio dos índios e jesuítas pertenciam de fato à soberania castelhana. Se essa soberania era exercida de fato, não era reconhecida de direito pela corte portuguesa que reivindicava para Portugal, com a existência da Colônia do Sacramento, o domínio senhorial da margem norte do Rio da Prata".
A partir daí, colonos procedentes de Laguna dirigiram-se ao Rio Grande, ocupando as regiões do Viamão. Em 1732, são concedidas as primeiras sesmarias. Em 1737, uma expedição militar portuguesa, comandada pelo brigadeiro José da Silva Pais, foi incumbida de prestar socorro à colônia, tomar Montevidéu e levantar um forte em Maldonado. Fracassada esta última empresa, o brigadeiro decidiu instalar uma povoação mais ao norte, livre das constantes disputas entre portugueses e espanhóis. Destarte, navegou até a barra da Lagoa dos Patos, erroneamente tomada como um rio, o "Rio Grande", e ali chegando em 19 de fevereiro de 1737, fundou um presídio e ergueu o Forte Jesus, Maria e José, constituindo a origem da cidade do Rio Grande, primeiro centro de governo da região. O local era um ponto estratégico para a defesa do território, estando a meio caminho entre Laguna e a Colônia do Sacramento. As primeiras famílias colonizadoras chegariam ali ainda neste ano, mas o trecho entre Rio Grande e Tramandaí e os campos da região de Vacaria, na serra do nordeste, também estavam sendo povoados independentemente, situação facilitada pela extensão, pelos tropeiros, da Estrada Real que vinha de São Paulo até os Campos de Viamão, sendo que já em 1734 se contavam grandes estâncias de gado na área, se lançavam as sementes das primeiras urbanizações e os estancieiros começavam a solicitar a concessão de sesmarias. A partir de 1748 começaram a chegar ao estado famílias açorianas, enviadas pela Coroa Portuguesa, para colonizá-lo. Instalaram-se primeiro em Rio Grande, e depois outras se fixaram na região da futura Porto Alegre, então ainda um diminuto povoado erguido junto ao porto de Viamão. Partindo dali, outros grupos avançaram pelos vales dos rios Taquari e Jacuí.

### Primeira ocupação europeia do interior

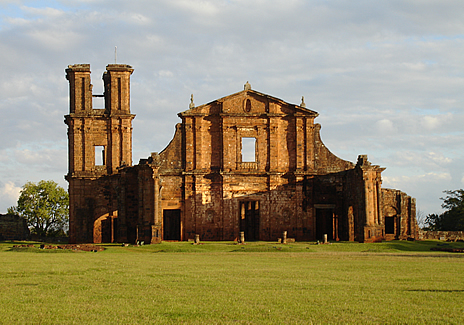
Ruínas de São Miguel das Missões, hoje um Patrimônio da Humanidade.

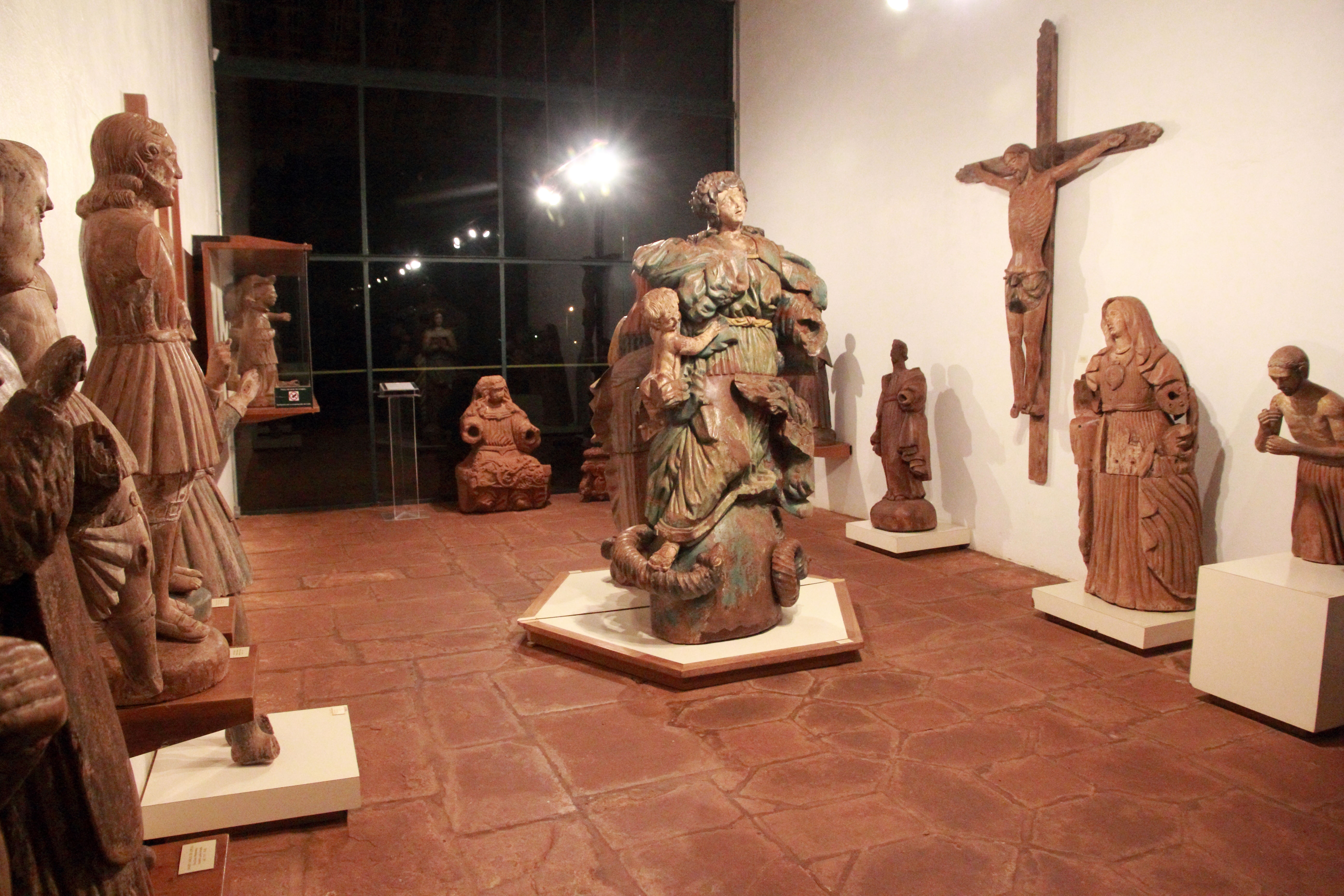
Acervo de estatuária missioneira no Museu das Missões.

Entrementes, na parte noroeste do estado, os jesuítas espanhóis, ligados à Província Jesuítica do Paraguai, haviam estabelecido desde 1626 numerosos aldeamentos muito organizados, reunindo grande população indígena, as reduções, fundadas na região noroeste próximo ao Rio Uruguai e penetrando pela depressão central até quase Porto Alegre. Sete delas ficariam sendo conhecidas como os Sete Povos das Missões, cujo extraordinário florescimento incluía refinadas expressões de arte nos moldes europeus. Os padres construíram uma civilização à parte dos conflitos que agitavam o litoral, e deixaram muitos registros sobre os povos indígenas, sobre a geografia, a fauna e a flora da região, mas suas missões acabaram por ser varridas do mapa, e sua contribuição mais direta para a história do estado luso que se formou se resumiu à introdução do gado, ao desenvolvimento de técnicas de pastoreio que mais tarde seriam assimiladas pelos portugueses, e à criação de uma mitologia própria sobre a cultura missioneira, que hoje vem ganhando crescente prestígio no discurso oficial. Deixaram também extraordinário legado escultórico e arquitetônico, que se não fossem as pilhagens e depredações que sofreu no século XIX, muito maior e melhor conservado seria, documentando a opulência de suas igrejas e a sofisticação dos aldeamentos.
No século XVIII um novo acordo entre as coroas ibéricas, o Tratado de Madrid, haveria de mudar mais uma vez as fronteiras. Através deste tratado, firmado em 13 de janeiro de 1750, estabeleceu-se a permuta da Colônia do Sacramento pelos Sete Povos, cujas populações indígenas seriam transferidas para a área espanhola além do rio Uruguai. A demarcação das novas fronteiras e a mudança dos povos aldeados não transcorreram sem dificuldades. Os jesuítas e os índios protestaram, esperava-se confronto, e o Marquês de Pombal ordenou que o legado português, o capitão-general Gomes Freire de Andrade, não entregasse Sacramento sem que antes tivesse recebido os Sete Povos. A situação se agravou e o conflito esperado eclodiu em Rio Pardo, originando a chamada Guerra Guaranítica, que dizimaria grande número de índios e dissolveria as Missões, mas no episódio despontou a figura legendária do líder indígena Sepé Tiaraju, hoje considerado um herói do estado e um mártir da causa dos índios.

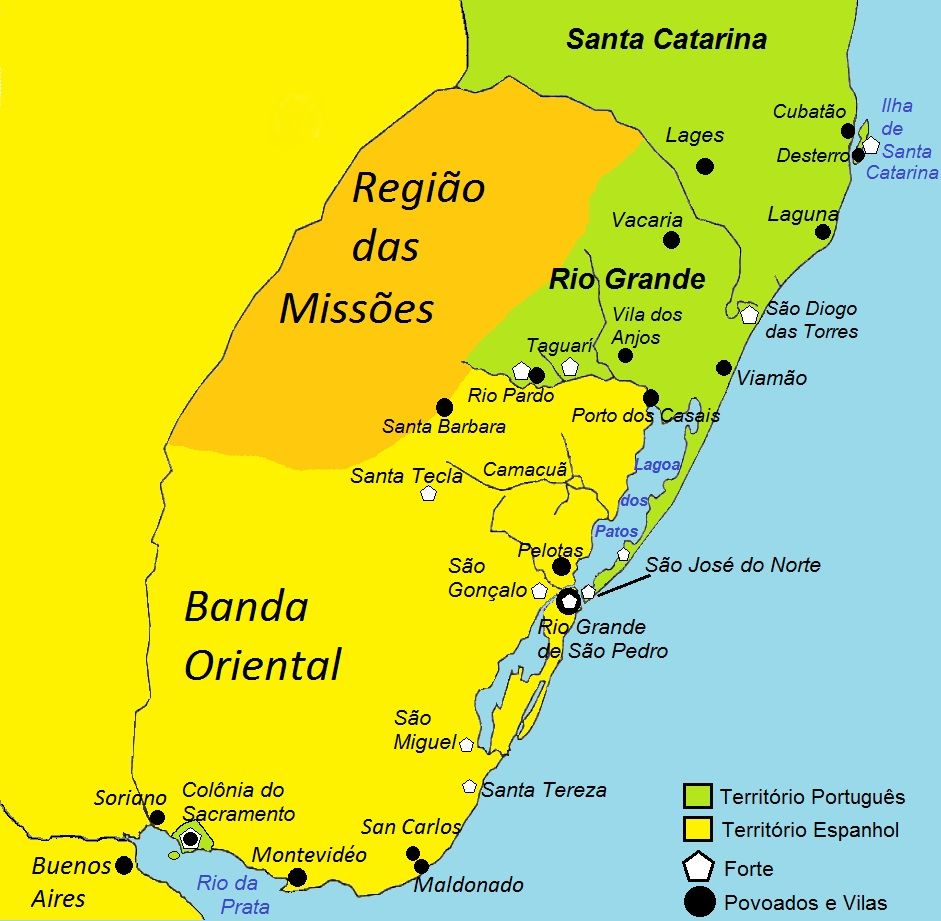
Território português no Rio Grande do Sul (em verde) em 1775

Depois da Guerra Guaranítica, Portugal decidiu prestar mais atenção à capitania, que por esta altura contava com pouco mais de sete mil habitantes, distribuídos em cerca de 400 estâncias e poucos povoados e arraiais. Desvinculou-a de Santa Catarina e a ligou diretamente à sede carioca, nomeando um governador civil em vez de um comandante militar. Quando o Governador da Província de Buenos Aires, Pedro Antonio de Cevallos, soube que o Tratado de Madrid (1750) havia sido anulado por meio do Tratado de El Pardo (12 de fevereiro de 1761) e, portanto, a linha do Tratado de Tordesilhas tinha que ser restabelecida, ele escreveu duas vezes ao Governador do Rio de Janeiro, Gomes Freire de Andrade, conde de Bobadela, (que também era responsável pelo governo do Rio Grande e Santa Catarina), pedindo a devolução dos territórios espanhóis ocupados pelos portugueses. Em 1763, aproveitando o conflito entre Portugal e Espanha na Guerra dos Sete Anos, Pedro de Cevallos atacou e conquistou metade do território da Capitania do Rio Grande do Sul juntamente com a sua capital que era a vila de Rio Grande, causando a fuga em massa da população e obrigando a mudança às pressas da capital para Viamão. Agora o território português se resumia a uma estreita faixa entre o litoral e o vale do rio Jacuí. Em 1773 a capital foi transferida de Viamão para Porto dos Casais (atual Porto Alegre), em vista de sua situação geográfica privilegiada. Em 1776 a vila de Rio Grande foi retomada pelos colonos portugueses na Guerra Hispano-Portuguesa de 1776-1777. Em 1 de outubro de 1777 o Tratado de Santo Ildefonso encerrou a guerra colonial e deu a Portugal a posse definitiva do território do Rio Grande do Sul, com exceção das Missões que permaneceram em posse da Espanha. Alguns anos depois, na Guerra de 1801 o território dos Sete Povos das Missões seria finalmente conquistado pelos gaúchos e anexado as possessões portuguesas através do Tratado de Badajoz.
No final do século XVIII já existiam cerca de 500 estâncias em atividade no Rio Grande do Sul.

### O modelo estancieiro e a formação do "gaúcho"

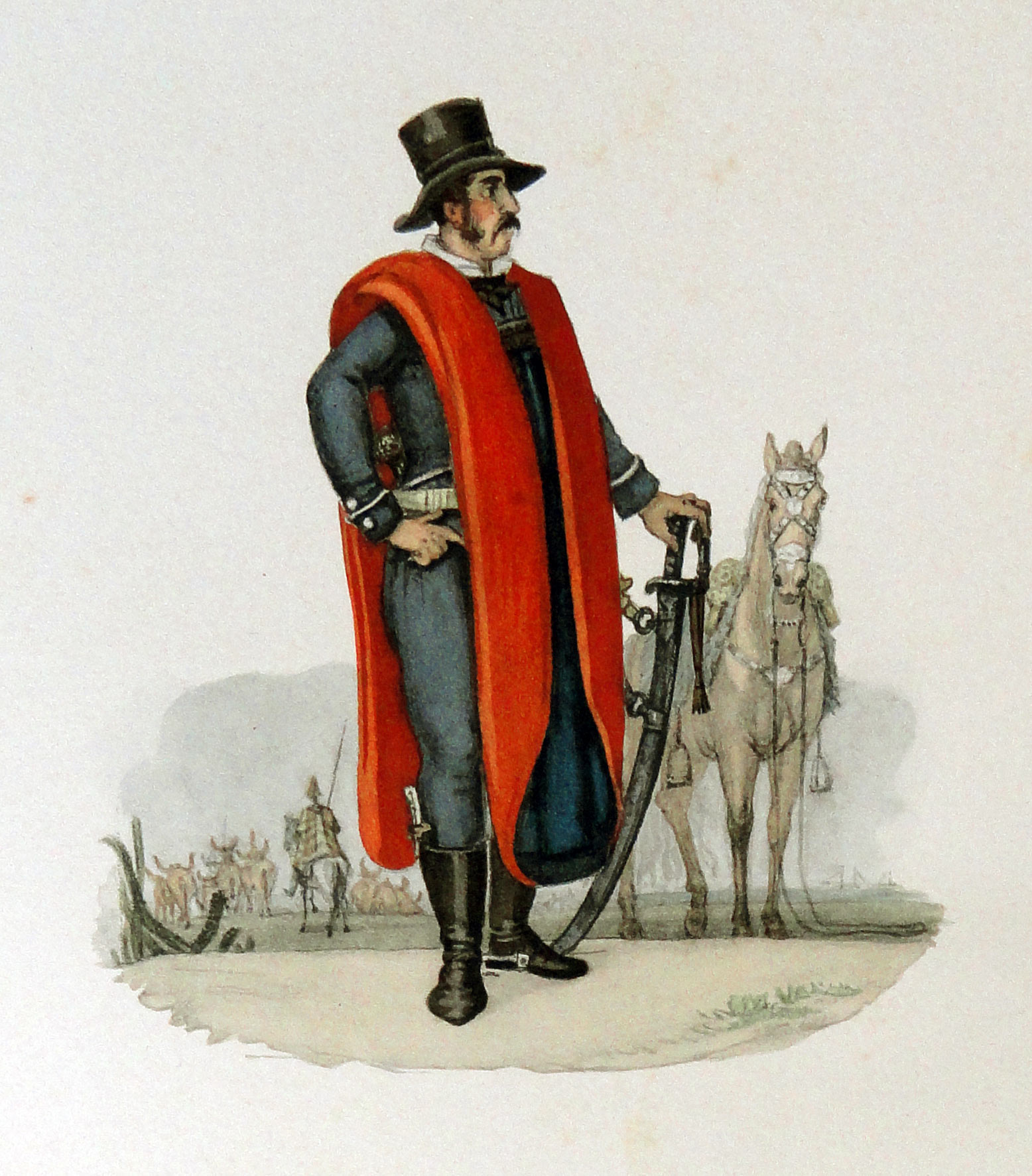
Um gaúcho retratado por Debret no início do século XIX.

Com a paz de Santo Ildefonso se intensificou a concessão de sesmarias aos que se haviam destacado na guerra, e esta classe de militares, agora donos de terras, foi a origem da aristocracia pastoril gaúcha, consolidando o regime das estâncias como uma das bases econômicas da região, mas dando margem também a uma grande quantidade de abusos de poder, que tinham seu fundamento na realidade de um grupo que se experimentara a ferro e fogo, mas para quem o senso de justiça, lei e humanidade estava morto. Os próprios administradores régios davam péssimo exemplo, enriquecendo à custa da província e acumulando vastas extensões de terras. Cada grande sesmeiro era como um poderoso senhor feudal que atendia primariamente aos seus interesses e os impunha pela força. Repetidas vezes as queixas chegaram à Coroa, mas sempre com pouco resultado. A vida na estância era precária em todos os sentidos. Somente os senhores podiam ter algum luxo numa casa grande, que mais se parecia a uma fortificação, com paredes grossas e grades nas janelas. Em torno dela se agrupavam a senzala e famílias livres, que vinham em busca de proteção e recebiam uma porção de terra em troca de um compromisso de fidelidade servil para com o proprietário, produzindo alimentos e bens manufaturados para seu sustento próprio mas sobretudo para o patrão. A habitação desses agregados era um sumário casebre de barro coberto de palha, despojado de todo conforto. Um relato de época, deixado por Felix Azara, descreve o ambiente:
"Possuem um barril para a água, uma guampa para o leite e um espeto para assar a carne. A mobília não vai além de umas três peças. As mulheres andam descalças, sujas e andrajosas. Seus filhos se criam vendo somente rios, desertos, homens vagos correndo atrás das feras e touros, matando-se friamente como se degolassem uma vaca".
Apesar dos problemas gerados pela liberdade de ação quase irrestrita dos grandes estancieiros, a Coroa portuguesa precisava deles para garantir a ocupação do território, que vivia em um estado de tensão militar crônica em vista da situação rio-grandense como uma fronteira instável, sendo necessários como fornecedores de dinheiro, carretas, cavalos, gado e soldados e outros bens imprescindíveis para a sustentação da atividade militar. Ao mesmo tempo, a guerra abria para os estancieiros oportunidades de enriquecimento e aumento de poder através da expansão territorial e captura ou contrabando dos rebanhos de gado que ainda viviam livres. Numa província cuja população era maciçamente rural, esse contexto formou uma sociedade eminentemente militarizada.
Muitas estâncias produziam uma variedade considerável de produtos agrícolas e de uma indústria primitiva, tornando a propriedade autossuficiente e aliviando um pouco a pobreza do grosso da população. Havia momentos de entretenimento nos bolichos, pequenas casas de comércio, bebida e encontro social masculino de beira de estrada, e as festas religiosas na capela local congregavam toda a pequena comunidade e atraíam grupos de outras estâncias. Nesses encontros começou a se formar o folclore do Rio Grande do Sul, na contação de causos (relatos de façanhas e fatos extraordinários) em torno do fogo, nas carreiras de cavalos, na troca de experiências sobre a vida campeira, na absorção e transformação dos mitos indígenas locais.

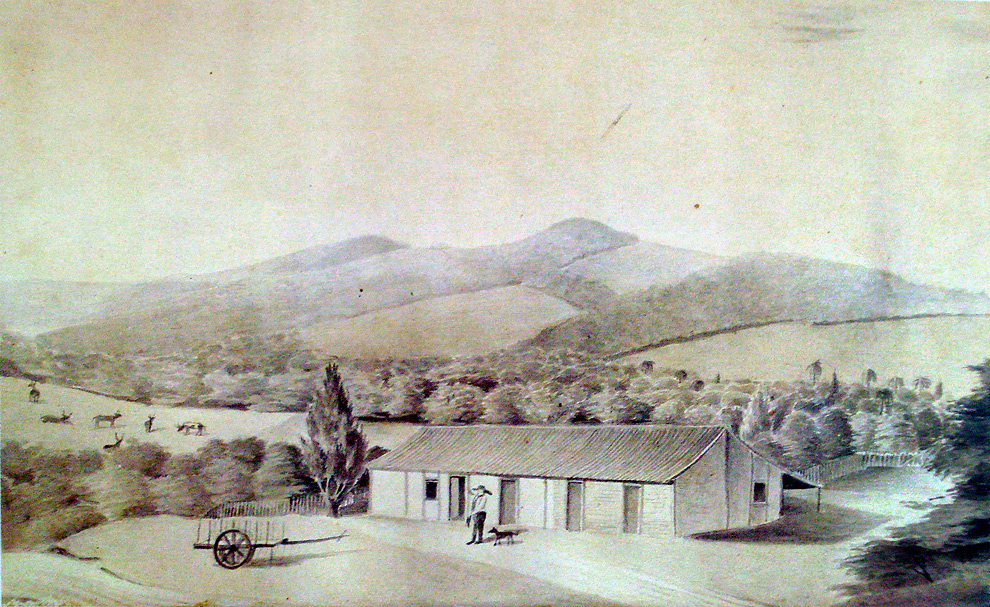
Wendroth: Típica propriedade rural da região central do RS em meados do século XIX.

O empregado da estância foi, assim, um dos formadores da figura prototípica do gaúcho, uma figura que na verdade foi "construída" pela intelectualidade local no século XX, mas que hoje é a inspiradora de parte importante da cultura do estado e do seu senso de identidade. Outra parte do caráter total dessa entidade abstrata, uma parte que diz respeito à insubmissão e liberdade, foi emprestada do povo errante de homens sem lei, formado por índios evadidos das missões, contrabandistas, caçadores de couros, aventureiros, escravos e bandidos foragidos, que percorriam em predação os campos de gado livre. Diversos nomes se deram a essa população, entre eles faeneros, corambreros, índios vagos, gaudérios, guascas e gaúchos. Viviam em bandos por conta própria, comendo carne e bebendo mate e aguardente, vestidos de uma indumentária simples e adaptada à vida constante sobre um cavalo, enfrentando dias de intenso frio nos invernos, tendo de dormir via de regra a céu aberto. Eram sempre um perigo para os estancieiros, especialmente os mais pobres, e constantemente se envolviam em rusgas com os espanhóis na fronteira. Suas relações com os oficiais do reino eram ambíguas. Por um lado competiam na presa do gado solto, mas também podiam ser contratados para fazerem o mesmo serviço para um senhor ou prestar tarefas militares junto a um destacamento oficial. Em 1803 seu número chegava a quatro mil, numa população total de 30 mil habitantes.
Até então o interesse dos colonizadores pelo gado se resumia ao couro, que era de grande importância na vida cotidiana da colônia. A carne era apenas para uso familiar, e todo o excedente era desprezado. Calcula-se que o rebanho livre tenha chegado a cerca de 48 milhões de reses e um milhão de cavalos. Depois de 1780 o gado livre começou a rarear, mas então se abriu um novo e amplo mercado para a carne que era descartada, iniciando a cultura das charqueadas, cujo produto seguia para o Nordeste a fim de alimentar os escravos dos engenhos de açúcar.

## Século XIX

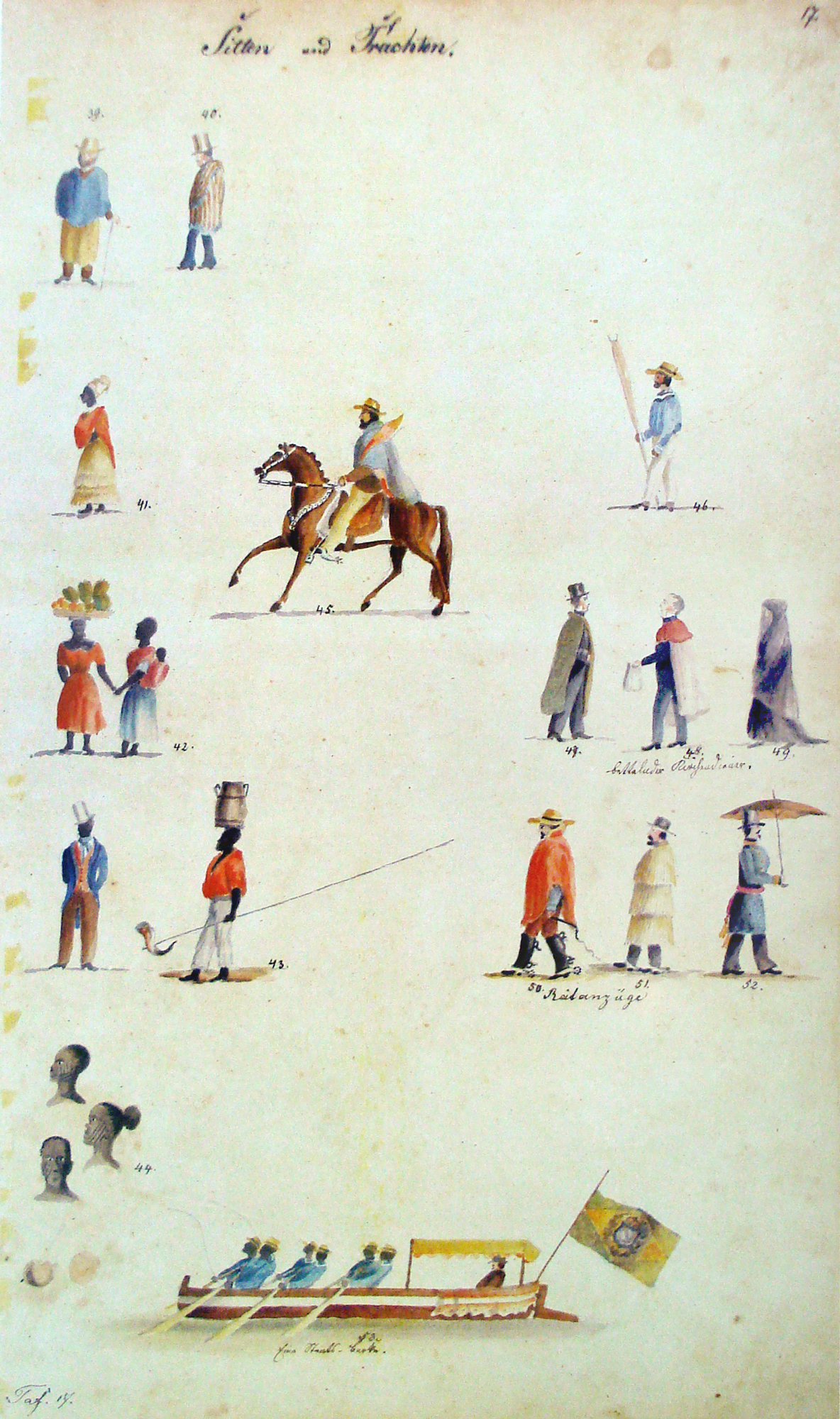
Wendroth: Tipos humanos característicos do Rio Grande em meados do século XIX

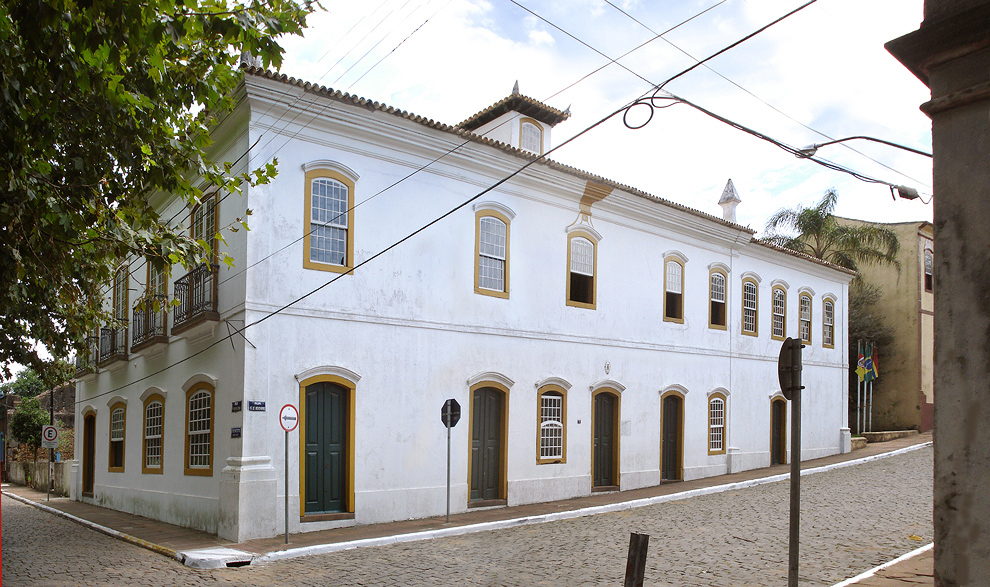
Prefeitura de Triunfo, com sua arquitetura colonial portuguesa

Após a Guerra de 1801, um novo acordo, o Tratado de Badajoz, redefiniria o traçado das fronteiras do estado entregando as Missões para Portugal, permanecendo Sacramento com a Espanha. Assim se iniciava um período de organização administrativa, social e econômica. Nos poucos centros urbanos, como Porto Alegre, Rio Grande, Viamão, Pelotas e Rio Pardo, a sociedade começava a se estruturar. Um inglês, J. G. Semple Lisle, visitando Rio Grande nessa época, deixou um testemunho muito favorável sobre o bom acolhimento que teve e as maneiras prestativas do povo, cuja hospitalidade "excede tudo o que vi em outras partes do mundo.... Poderia encher um volume com a narração dos atos de bondade com que fomos cumulados".
Porto Alegre tinha cerca de quatro mil habitantes e sua vida como capital começava a se definir claramente, além de crescer como força econômica, assumindo a posição de maior mercado do sul. Seu comércio se fortalecia com a atividade crescente do porto, localizado na confluência das duas principais rotas de navegação interna, e já havia espaço para a abertura da sua primeira Casa de Ópera, na verdade um barracão de pau-a-pique, mas que indicava o esboço de um interesse cultural mais sofisticado. Enquanto isso, Pelotas se firmava como maior centro da produção de charque e através dele nascia uma aristocracia urbana, embora fosse se individualizar de Rio Grande apenas em 1812, tornando-se Freguesia de São Francisco de Paula (recebendo o nome Pelotas algumas décadas depois). Em 19 de setembro de 1807 a Capitania ganhou sua autonomia e em 1809 foi elevada a Capitania Geral, composta por apenas quatro municípios: Porto Alegre, Santo Antônio da Patrulha, Rio Grande e Rio Pardo, que dividiam entre si toda a extensão do estado.
A paz durou pouco. Em 1811 o estado já se via envolvido em nova disputa internacional, agora despertada pela revolução iniciada por Artigas em Buenos Aires e que pretendia unificar todos os estados do Prata. Montevidéu resistiu e pediu ajuda ao príncipe regente Dom João, e este enviou tropas gaúchas para combater, sob o comando de Dom Diogo de Souza, o chamado Exército Pacificador. Na esteira do avanço militar pelo pampa, fundaram-se cidades como Bagé e Alegrete. Retirou-se o exército pouco depois, em função da assinatura de um armistício, apenas para ser substituído em 1816 por um batalhão ainda maior vindo de Portugal, composto por veteranos das guerras europeias, a fim de rechaçar a invasão das Missões por Artigas. As lutas terminaram com a anexação da Banda Oriental, o atual Uruguai, ao Reino Unido de Portugal, Brasil e Algarves sob o nome de Província Cisplatina, que na prática se tornou uma extensão do Rio Grande.
Em 1822, com a Independência do Brasil, a Capitania se tornou uma Província, foi constituída a primeira Assembléia eleita, e recebeu seu primeiro governante civil, José Feliciano Fernandes Pinheiro, autor também da primeira história geral do estado, os Anais da Província de São Pedro. Nesta altura a população total chegava a cerca de 90 mil almas. Pelo interior os povoados se multiplicavam, aparecendo Jaguarão, Passo Fundo, Cruz Alta, Triunfo, Taquari, Santa Maria. Na capital viviam cerca de 12 mil pessoas. Auguste de Saint-Hilaire, visitando na década de 1820, considerou-a bela, com um comércio variado, muitas oficinas e casas de dois andares, com um povo formoso e vigoroso, mas deplorou a sujeira das ruas. Sobre a administração da Província sua opinião foi claramente condenatória:
"Os abusos atingiram o cúmulo, ou melhor, tudo era abuso. Os diversos poderes confundiam-se e tudo era decidido pelo dinheiro e pelos favores. O clero era a vergonha para a Igreja Católica. A magistratura, sem probidade e sem honra.... Os empregos multiplicavam-se ao infinito, as rendas do Estado eram dissipadas pelos empregados e pelos afilhados, as tropas não recebiam seus soldos; os impostos eram ridiculamente repartidos; todos os empregados desperdiçavam os bens públicos, o despotismo dos subalternos chegou ao cúmulo, em tudo o arbítrio e a fraqueza andam a par da violência."

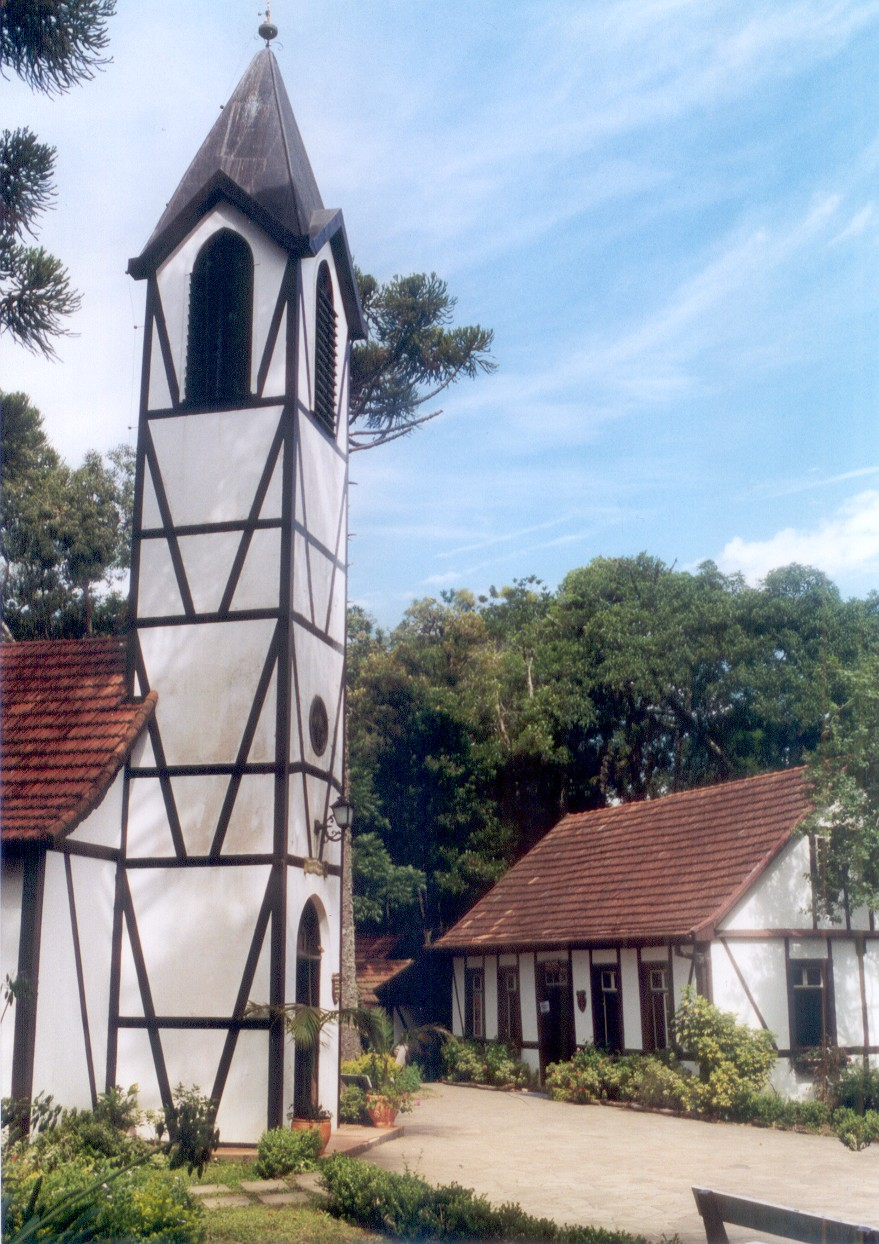
Arquitetura alemã de enxaimel em Nova Petrópolis

O ano de 1824 foi marcado pelo início da colonização alemã no estado, uma iniciativa do governo imperial para povoamento do sul, que visava dignificar o trabalho manual, formar uma classe média independente dos latifundiários, engrossar as forças de defesa do território e dinamizar o abastecimento das cidades. Integrava a política imigratória do governo, também, o desejo de "branquear" a população brasileira, até então majoritariamente negra e mestiça, e por isso a escolha de alemães. Isso se repetiria no fim do século, com o incentivo à imigração de italianos, ibéricos e eslavos.
Chegando em Porto Alegre, os imigrantes aguardavam até a definição de suas terras e a concessão de provisões iniciais. Nesta cidade grupos remanescentes deram origem ao bairro Navegantes. O grosso do contingente, porém, seguiu para a região ao norte da capital, concentrando-se em torno do rio dos Sinos, formando os núcleos iniciais de cidades como Novo Hamburgo e São Leopoldo e desbravando as matas em torno para instalação de propriedades rurais. As levas de imigrantes germânicos continuariam a chegar ao longo de todo o século XIX, totalizando mais de 40 mil indivíduos, e os centros de povoamento que eles fundaram desenvolveram economias prósperas e culturas regionais características.
As guerras, porém, continuavam. O estado foi a base de operações durante a Guerra Cisplatina, que eclodiu em 1825 pretendendo recuperar o território da Província Cisplatina para as Províncias Unidas do Rio da Prata, havendo em território gaúcho algumas escaramuças e um grande confronto, a Batalha do Passo do Rosário, tida como a maior batalha campal já ocorrida no Brasil. Fructuoso Rivera chegou a reconquistar para as Províncias Unidas os Sete Povos das Missões, mas com a assinatura da Convenção Preliminar de Paz, em 1828, as Missões foram devolvidas — não sem antes serem pilhadas pelo exército em retirada, que carregou 60 carretas com objetos preciosos e obras de arte. O Brasil acabou por entregar a Cisplatina por força do Tratado do Rio de Janeiro, que criou a República Oriental do Uruguai.
Depois disso, as Missões, que já não estavam em boas condições desde a expulsão dos jesuítas, entraram em rápida decadência e sua população se dispersou. Perdendo suas referências, muitos índios se entregaram à bebida e ao crime, ou foram incorporados à força nas milícias brasileiras e platinas, enquanto mulheres se entregavam à prostituição. Outros se ocuparam nas estâncias de gado, virando peões e assumindo as lides campeiras, encontrando aqui um estilo de vida um pouco mais afim do que levava antigamente e contribuindo para a mitologia do "gaúcho". Mas sua situação em geral era precária, considerados párias irrecuperáveis, e um viajante, notando o abandono em que estavam decaídos, os descreveu como "um bagaço de gente".
Porém, a situação política e econômica no Rio Grande se tornava cada vez mais instável. A partir da transferência da corte portuguesa para o Brasil em 1808, ocorreram mudanças nas relações de poder entre o governo e a elite rural-militar local que abalaram a antiga aliança que vigorava no tempo de conquista do território rio-grandense, e ampliaram a concorrência entre diferentes setores em busca de uma maior aproximação ao monarca e aos favores que ele dispensava. Depois da Independência do Brasil a instabilidade se agravara com mudanças no sistema fiscal prejudiciais aos interesses da elite agrária e dos charqueadores, gerando crescente oposição ao imperador D. Pedro I e seus generais e ministros. Um período de novas alianças foi forjado durante a questão Cisplatina, pois para os estancieiros a anexação de um novo e vasto território lhes franqueava o acesso a grandes recursos adicionais, mas a perda dessa vantagem com a independência do Uruguai causou insatisfações e prejuízos econômicos, e para piorar aumentava a pressão da Coroa sobre a província, impondo governadores indesejados, cerceando a autonomia e a atividade miliciana dos estancieiros, extinguindo antigas fontes de renda da elite ligadas à governança (como os contratos de arrecadação de dízimos) e aumentando os tributos sobre os comerciantes e charqueadores. Esses fatores, entre outros, levariam em breve à eclosão de uma revolta de grandes proporções.

### Revolução Farroupilha

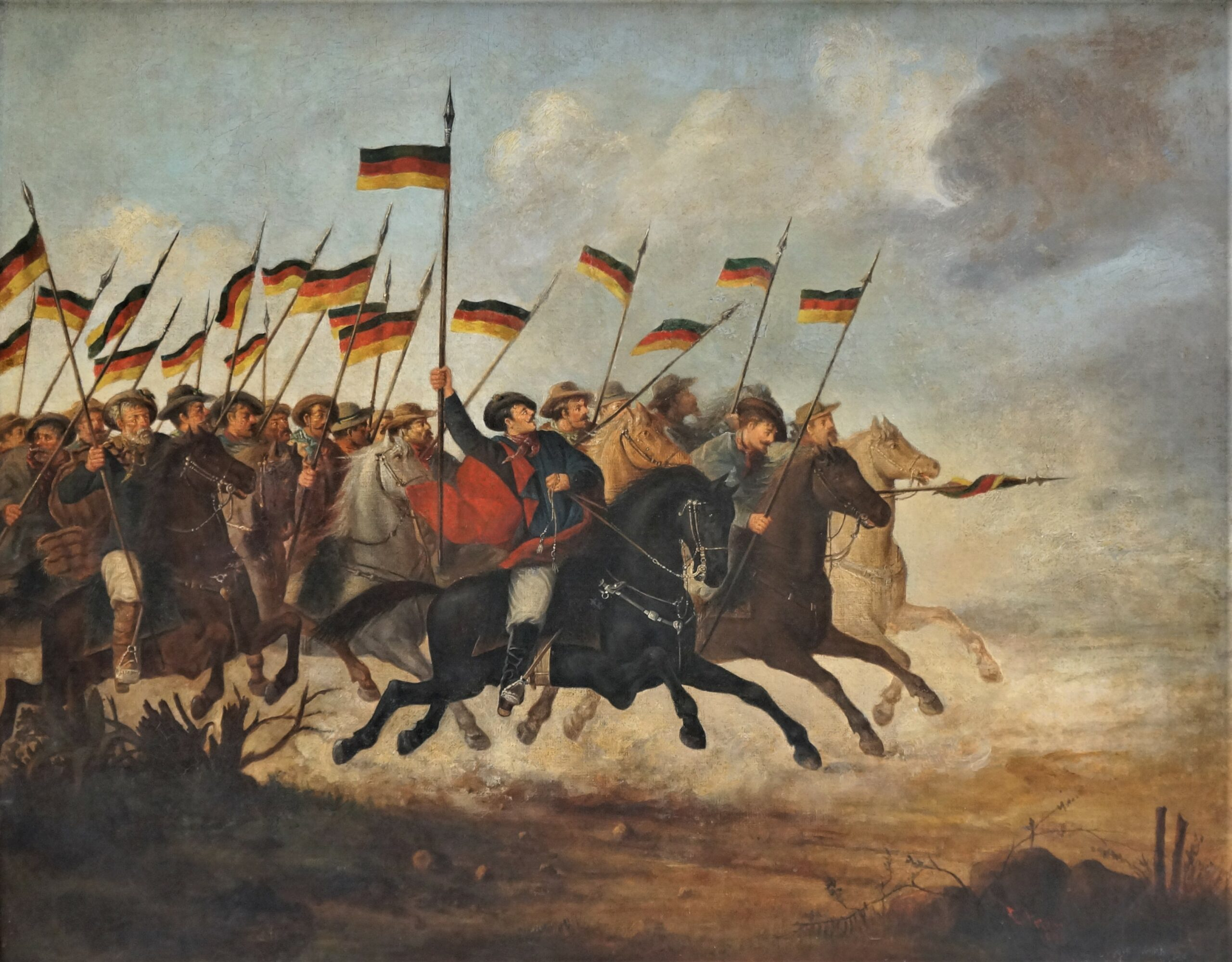
Guilherme Litran: Carga de cavalaria Farroupilha, acervo do Museu Júlio de Castilhos.

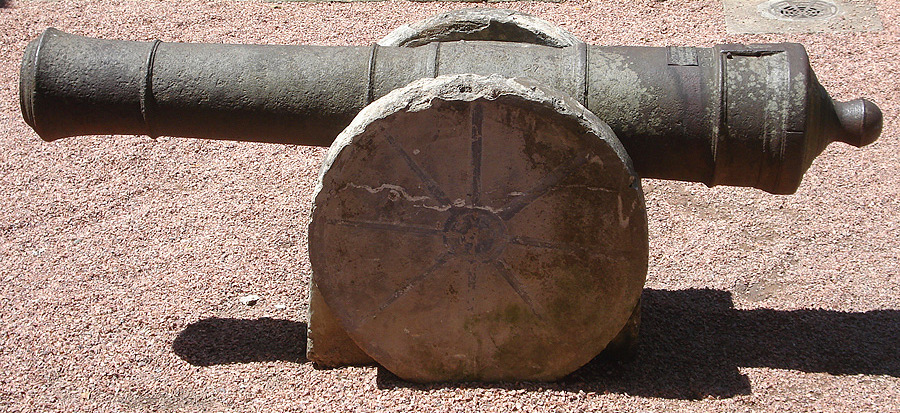
Um dos canhões usados pelos Farroupilhas. Acervo do Museu Júlio de Castilhos.

Em 1835, iniciou-se a Revolução Farroupilha, um dos mais dramáticos e sangrentos episódios da história gaúcha, que durou dez anos e no qual morreram de 3 a 5 mil pessoas. A revolta nasceu devido a uma multiplicidade de fatores. Além dos já citados, também havia reclamações contra a ineficiência do governo provincial, a economia declinava, assim como a capacidade da elite de influir na política nacional, ocorreram sucessivas perdas agrícolas por pragas naturais, aumentando as dificuldades para manter a capacidade produtiva das estâncias, a concorrência do charque platino prejudicou a principal base econômica da província, soldos militares eram atrasados, o governo imperial responsabilizou os gaúchos por derrotas em importantes batalhas durante a Guerra Cisplatina, transformou a dívida pública da guerra em dívida da província, e permanecia surdo aos protestos. Segundo Marcia Miranda, a província fora devastada pelo inimigo, mas o Império continuava a espoliá-la:
"Em 1831, a profunda crise que se manifestava pelo esgotamento das antigas formas de reiteração dessa sociedade parecia ter chegado a seu clímax. Assim, a notícia da abdicação de D. Pedro I, que foi recebida com festa na capital da província, alimentou as esperanças de que a reconstrução do Estado nacional pudesse ser redirecionada. Esperava-se que a Regência viesse a conferir à província tratamento mais igualitário em relação às demais. No entanto, essas expectativas de reconstrução das relações do passado foram frustradas. Nos primeiros anos da década de 1830, as reformas regenciais deram novas dimensões às antigas clivagens e agregaram novos focos de conflito interno, criando condições para a cisão entre setores da elite rio-grandense. A associação de interesses entre os senhores-guerreiros e a Coroa que lhes conferira, no passado, autonomia de ação e com eles partilhara instrumentos de extração de recursos não mais existia. À província restava revelar-se contra Império."
Com a crescente insatisfação contra o governo, acusado de fazer uma política nefasta ao estado, rebeldes em Porto Alegre expulsaram o presidente da Província da capital em 20 de setembro de 1835, tomando a cidade posteriormente. Assim, o movimento adquiriu caráter separatista e republicano, que acarretou a reação do governo imperial. Em pouco tempo, Porto Alegre foi recapturada; as forças interioranas, contudo, continuaram a opor-se ao Império. A guerra acabou em 1845, com as forças gaúchas sob o comando do Visconde de Caxias, quando ambos os lados assinaram a Paz do Poncho Verde. Esse tratado previa a anistia geral aos revoltosos, pagamento de indenizações aos chefes militares, e libertação dos escravos sobreviventes que haviam lutado na guerra.
Em determinado momento esta revolta, que resultou na proclamação da efêmera República Rio-Grandense e que conseguiu dominar cerca de metade do estado, propagando-se até Santa Catarina, mobilizou dois terços da força militar nacional, enviada para suprimi-la. Nesse intervalo de tempo, a economia da província, já fragilizada, entrou em colapso. Mesmo havendo decretado medidas para melhoria no setor produtivo, os revolucionários nunca conseguiram organizar de fato a administração da sua nova República; depois da guerra, os governantes imperiais também não tiveram êxito administrativo, sucedendo-se 19 deles em apenas dez anos. Apesar da derrota final dos farroupilhas, a guerra serviu para acentuar o espírito regionalista; com a consolidação do poder dos estancieiros, foi alterado o equilíbrio de forças nas relações do Rio Grande do Sul com o Império, fazendo com que a guerra se tornasse um símbolo de identidade na construção da memória do estado.

### Crescimento e novos conflitos
Ainda que gravemente traumatizado pela guerra, com suas perdas humanas e materiais e suas rupturas nas redes de confiança mútua que cimentam a vida em sociedade, a recuperação do estado foi bastante rápida. A situação nacional era favorável. O governo de Dom Pedro II pela primeira vez trabalhava em superávit, e o monarca desejava pacificar os ânimos locais. Com a restauração das instituições incentivou-se a instalação de Câmaras em várias cidades e a administração da justiça se normalizou. As maiores urbanizações receberam verbas para melhorar a infraestrutura e os serviços públicos, a lagoa dos Patos foi sinalizada, se formaram várias associações de comerciantes e produtores, novas levas de imigrantes alemães foram chegando, a mineração do carvão se desenvolvia e já se pensava em estradas de ferro para escoar a produção estadual e circular pessoas. Em 1851 o estado recebeu um desenho muito próximo do atual, com a retificação das fronteiras com a República do Uruguai. Em 1854 já havia condições de se fundar o primeiro banco regional, o Banco da Província.

Theatro São Pedro.

A repercussão cultural desse surto de progresso também foi significativa. Em 1858 Porto Alegre inaugurava uma grande casa de ópera, o Theatro São Pedro, decorado com grande riqueza. Os saraus literários se tornavam uma moda, e na capital se fundava em 1868 a Sociedade Parthenon Litterario, reunindo a nata da intelectualidade gaúcha. Nesse círculo brilharam os primeiros literatos, educadores, políticos, doutores, artistas e poetas de vulto do estado, como Luciana de Abreu, Caldre e Fião, Múcio Teixeira, Apolinário Porto Alegre, Carlos von Koseritz e vários outros.
A instalação dos novos imigrantes alemães, que continuavam a chegar, porém, se fazia com mais dificuldade. Mudanças nas leis estaduais tornaram a aquisição de terra onerosa para os colonos e impuseram uma hipoteca compulsória sobre as terras até sua quitação, e iniciativas privadas de atração de novos alemães nem sempre foram coroadas de sucesso. Também se registraram confrontos sangrentos com remanescentes dos povos indígenas nas áreas desbravadas, e eventos de violência entre os próprios alemães, como a Revolta dos Muckers, de caráter messiânico. Mesmo assim, a colonização como um todo prosperou, trouxe as culturas da batata, dos cítricos, do fumo, introduziu a cerveja, promoveu a industrialização, o artesanato, a educação privada e a policultura, e fundou uma série de outras cidades, como Estrela, São Gabriel, Taquara, Teutônia e Santa Cruz do Sul, que logo veio a ser o maior pólo produtor de fumo. Além disso os alemães logo se organizaram em sociedades culturais onde se praticava música erudita e se encenavam peças de teatro, e se notabilizaram por sua luta pela liberdade religiosa e pela abolição da escravatura.
Em 1864, nova guerra. Desta feita contra o Paraguai. O Brasil fora invadido por Solano Lopez e o estado enviou mais de dez mil homens para a frente de batalha. A Guerra do Paraguai afetou diretamente apenas três cidades gaúchas: São Borja, Itaqui e Uruguaiana, que foram atacadas várias vezes, mas depois de um ano o conflito direto se moveu para outros locais, e o estado como um todo foi relativamente pouco abalado. Mas graças à atuação destacada do gaúcho General Osório no conflito, o prestígio do estado cresceu sensivelmente. Ele foi um dos fundadores do Partido Liberal no estado, que iniciou a partir de 1872 uma marcha ascendente até enfim dominar a situação política gaúcha. Com sua morte abriu-se espaço para outra personalidade brilhante, o de início liberal mas depois monarquista Gaspar da Silveira Martins, criador do jornal A Reforma e ocupante de vários cargos públicos, incluindo o de Presidente da Província. Ele seria chamado de "o dono do Rio Grande", tal sua influência.

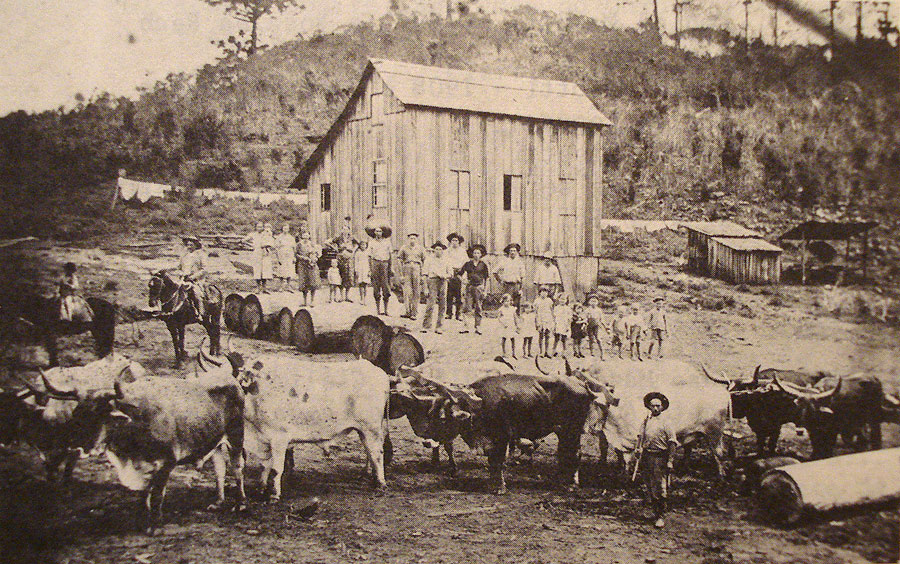
Propriedade rural italiana na região de Caxias do Sul, fim do século XIX.

A partir de 1874 o trem já circulava entre a capital e São Leopoldo, dando a partida para a modernização dos meios de transporte no Rio Grande do Sul. O ano de 1875 também assinala a chegada das primeiras levas de imigrantes italianos, em novo projeto oficial de colonização, a serem instalados na Serra do Nordeste, ao norte da área ocupada pelos alemães. Antecedendo a ocupação italiana da área, os índios caingangues que a habitavam foram submetidos a novo genocídio pelos chamados "bugreiros", pistoleiros contratados especialmente para "abrir espaço" para os imigrantes.
Apesar das previsíveis dificuldades de ocupação de uma região ainda totalmente virgem, e do limitado apoio governamental aos colonos, o empreendimento foi exitoso, e até o final do século chegariam ao estado cerca de 84 mil italianos, além de grupos menores de judeus, polacos, austríacos e outras etnias. Através dessa nova onda imigratória se fundaram cidades como Caxias do Sul, Antônio Prado, Nova Pádua, Bento Gonçalves, Nova Trento e Garibaldi, e se introduziram produções novas como a uva, os embutidos e o vinho. Como acontecera com os alemães, criou-se na região uma cultura muito próspera e muito característica, até com dialeto, hábitos e arquitetura próprios. O estado atravessava uma fase de real florescimento, já havia cerca de 100 tipos de indústrias em atividade, que evoluíram a partir de artesanatos e manufaturas, e em 1875 a sociedade se sentiu capaz de exibir publicamente o resultado de seu esforço numa primeira exposição geral, montada no Arsenal de Guerra de Porto Alegre. No catálogo da mostra constavam 558 produtos, desde roupas, maquinário pesado e instrumentos de precisão até relógios e obras de arte. O evento foi um sucesso absoluto, saudado como "um festim do trabalho" pela imprensa da época.

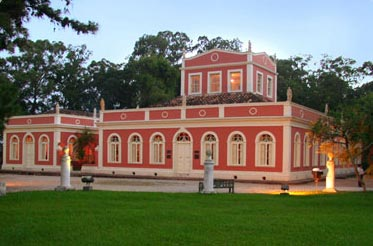
Solar do Barão de Três Serros, em Pelotas, hoje o Museu da Baronesa.

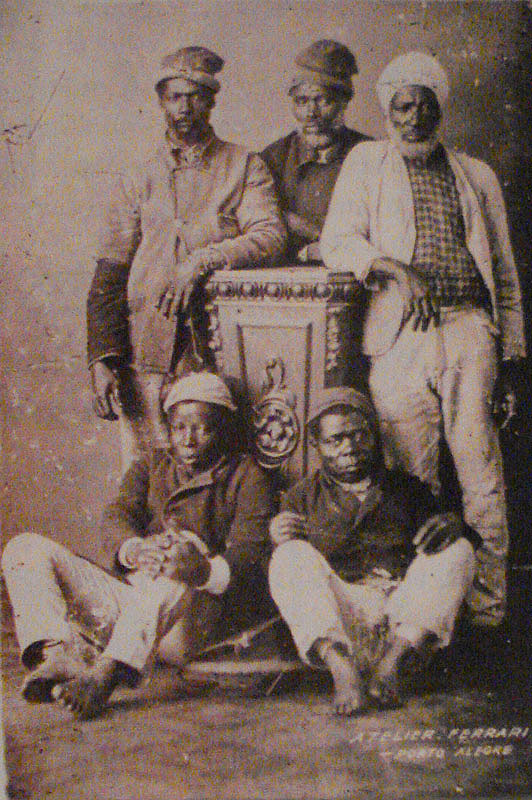
Um dos primeiros grupos de negros libertos em Porto Alegre, c. 1884.

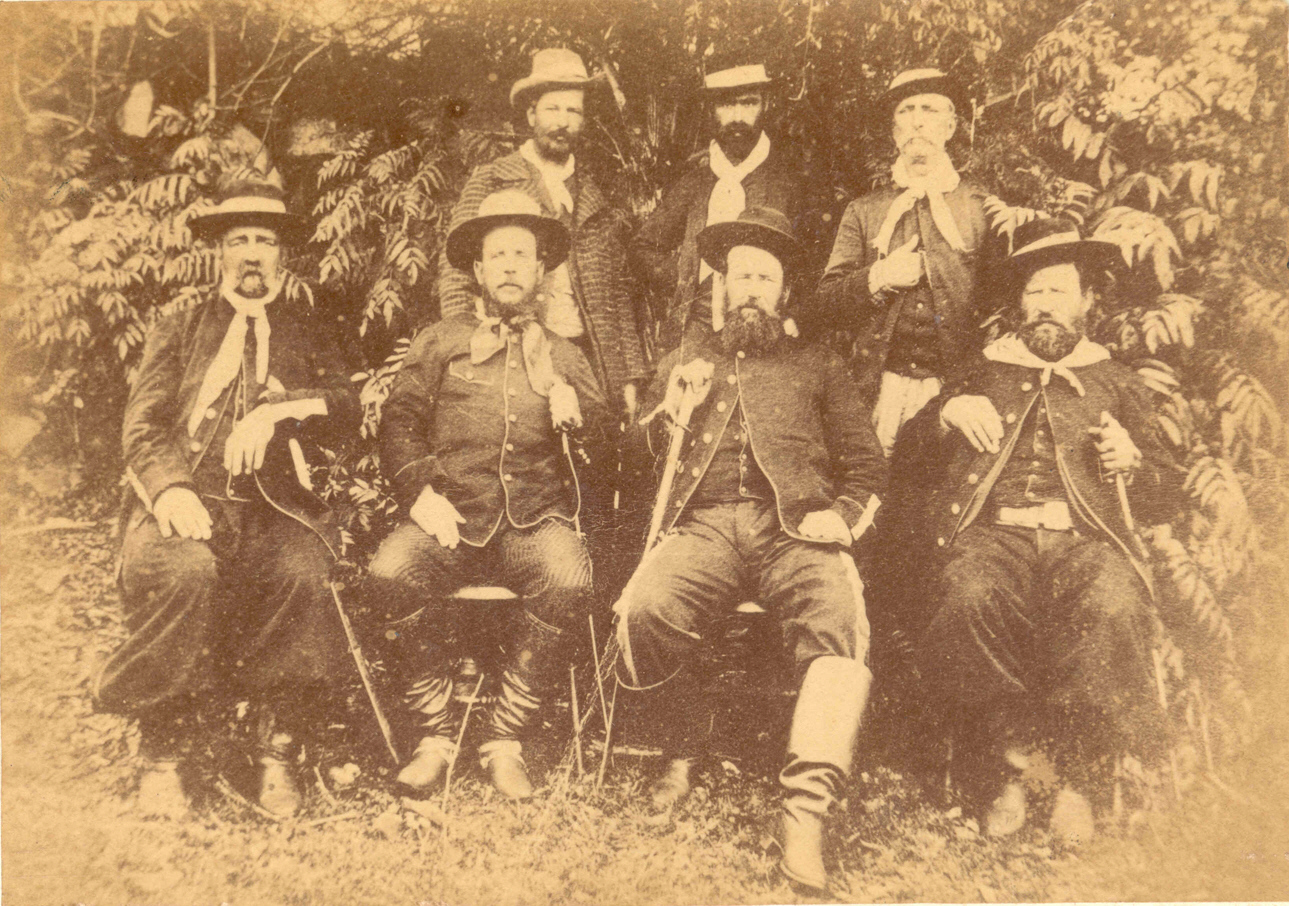
Aparício e Gumercindo Saraiva, líderes da Revolução Federalista, aparecem nesta foto, sentados, no centro

Mesmo com o crescimento de várias cidades, principalmente Porto Alegre, Pelotas passou a ocupar a posição de predomínio econômico no estado, quando o ciclo do charque entrava em seu apogeu. Cerca de 300 mil reses eram abatidas anualmente nas charqueadas da região, gerando grandes lucros para a elite local. O charque se transformava em pinturas, louças finas, roupas da última moda francesa, cristais, móveis de luxo, casas elegantes. Nos jornais os cronistas se orgulhavam de em sua cidade nem um único edifício público ter sido pago pelo governo estadual, sendo tudo financiado pelos locais. Em visita à cidade, o Conde D'Eu observou: "É Pelotas a cidade predileta do que eu chamo de aristocracia rio-grandense. Aqui é que o estancieiro, o gaúcho cansado de criar bois e domar cavalos no interior da Campanha, vem gozar as onças e os patacões que ajuntou em tal mister". Apesar do progresso que proporcionou, a indústria do charque impunha sobre os trabalhadores, quase todos escravos, uma jornada exaustiva, insalubre e degradante. Segundo Ester Gutierrez, "além de toda a rudeza do trabalho e do tratamento dado à população servil, do mau cheiro continuamente reinante, da sujeira e da presença de feras e animais peçonhentos e pestilentos, o espaço interno da produção do charque acompanhava o quadro macabro, tétrico, fétido e pestífero que dominava o seu meio ambiente".
Enquanto esse ciclo econômico continuava, na política a situação começava a mudar. Em 1881 voltou à sua terra natal um grupo de jovens liderado por Júlio de Castilhos, depois de temporada de estudos em São Paulo, onde entraram em contato com ativos intelectuais e com a filosofia positivista. A campanha abolicionista ganhava as ruas e Castilhos assumiu imediatamente a dianteira do movimento, ao mesmo tempo em que criava um Partido Republicano diferenciado, o Partido Republicano Rio-grandense (PRR), inspirado no Positivismo, cujo porta-voz foi o influente jornal A Federação. A partir de 1884, por iniciativa do Centro Abolicionista do Parthenon Literário, contando com a decisiva mobilização do PRR, outros partidos e grandes segmentos da sociedade, conseguiu-se iniciar um processo de libertação dos cerca de oito mil escravos do estado, quatro anos antes da proclamação da Lei Áurea. Os libertos, contudo, não encontrariam facilmente uma colocação no mercado de trabalho, reunindo-se em guetos e vilas, sofrendo privações e discriminações de toda ordem, e obtendo apenas tarefas de baixa remuneração.
Na alvorada da República Júlio de Castilhos assumiu a secretaria do governo e em seguida participou no Rio da elaboração da nova Constituição. Voltando ao estado em 1891, passou a trabalhar na Constituição Estadual. Aprovada em 14 de julho, no mesmo dia se realizou a primeira eleição para uma Presidência constitucional, saindo-se Castilhos vencedor com 100% dos votos. Mas as rivalidades políticas se acirraram a um ponto sem retorno. O Partido Federalista (antigo Partido Liberal) lutava pela centralização e o parlamentarismo; o Partido Republicano, pelo sistema presidencialista e pela autonomia provincial. Depois de várias mudanças de governo deflagrou-se uma nova guerra civil em 1893, a Revolução Federalista, liderada por Silveira Martins, antigo adversário de Castilhos, que estava de novo no poder. Se na Revolução Farroupilha ainda se viram cenas de nobreza, honra e altruísmo, ao longo da Revolução Federalista generalizou-se a crueldade e a vilania. Décio Freitas diz que foi a mais violenta das guerras civis em toda a América Latina, e outros que escreveram sobre ela não cessam de reiterar expressões de horror. Durou mais de dois anos e ceifou mais de dez mil vidas, imprimindo uma nódoa de ódio fratricida que até hoje envergonha a memória do estado.
Com a derrota dos rebeldes em 1895, Júlio de Castilhos concentrou em si o controle absoluto do estado. A oposição se viu completamente desarticulada e os principais líderes dos revoltosos ou estavam mortos ou partiram para o exílio, acompanhados por cerca de 10 mil correligionários. Então se iniciou uma longa dinastia política que iria governar o estado por décadas, e influenciaria todo o Brasil através de um de seus discípulos, Getúlio Vargas. Castilhos controlava toda a máquina administrativa estadual através de uma rede de subordinados fiéis, interferindo diretamente na vida dos municípios. Adepto entusiasta do Positivismo, orientou sua administração por suas ideias de ordem, moralidade, civilização e progresso, mas dava pouco valor à opinião popular, como se revela no seu desprezo do voto, sendo repetidamente acusado de fraudar as eleições. Por seu círculo ele era visto como um iluminado, e mesmo exercendo um poder ditatorial, relevou antigas ofensas e não perseguiu seus desafetos, nem obstruiu o trabalho da imprensa, permitindo considerável liberdade de expressão. Seu carisma pessoal era forte e seu governo chegou a ser elogiado até por seus oponentes, como Venceslau Escobar, que admirou-se de sua "largueza de descortino, realizando e projetando medidas progressistas". De fato, com ele o estado entrou definitivamente na modernidade, atualizando uma herança administrativa colonial obsoleta que até então fora baseada mais no improviso. Sua primeira preocupação foi reorganizar a justiça, os transportes e as comunicações. Apoiou os imigrantes e fomentou o desenvolvimento do interior. Em 1898, deixou o governo assegurando a continuidade do seu programa através da eleição de Borges de Medeiros num pleito sem adversários.

## Século XX

### Modernização

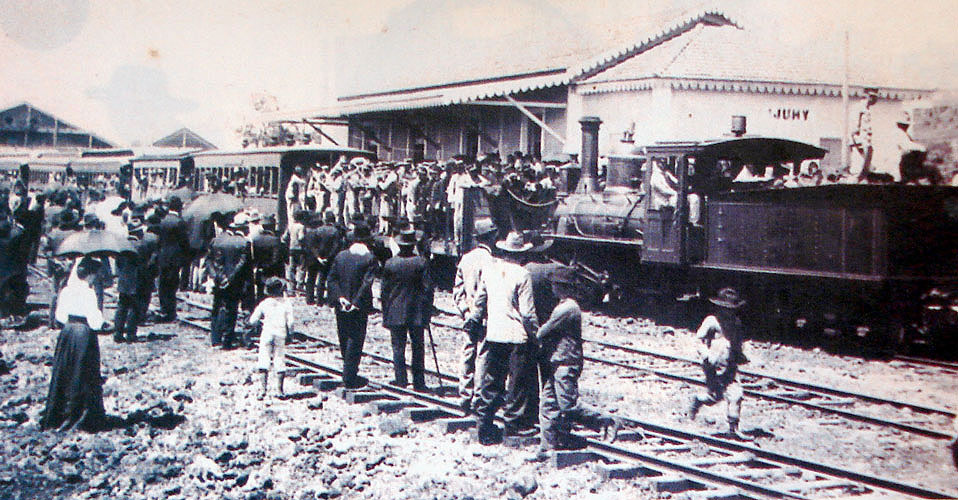
Chegada do trem em Ijuí.

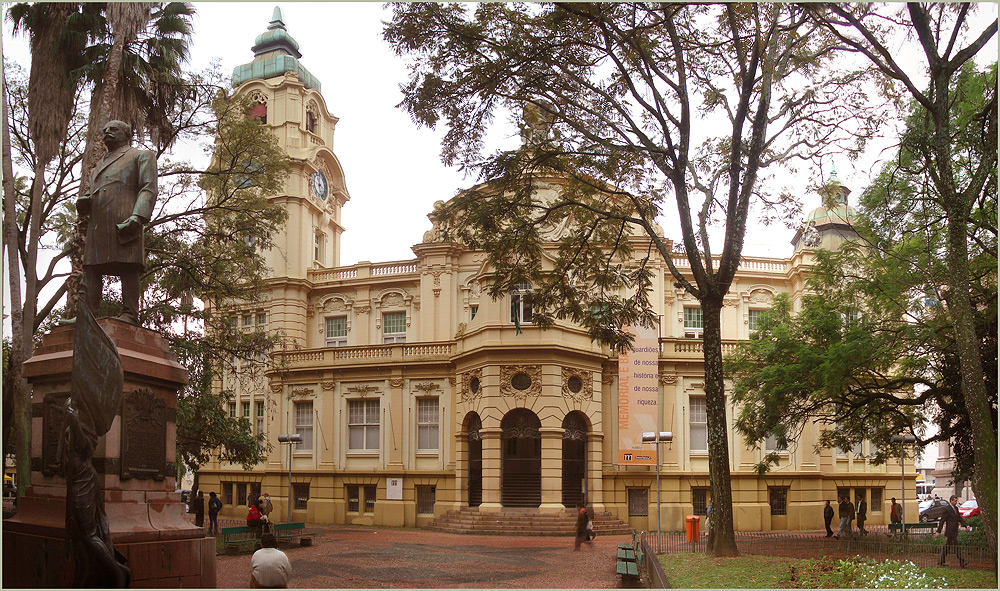
Fachada principal do suntuoso prédio dos antigos Correios e Telégrafos, hoje o Memorial do Rio Grande do Sul, construído na grande fase da construção civil de Porto Alegre ocorrida no início do século XX.

Quando Borges subiu ao poder o Rio Grande do Sul já tinha cerca de um milhão de habitantes. Castilhos ainda regia a política estadual como chefe do PRR, e indicou Borges mais uma vez para Presidente ao fim do primeiro mandato. Enquanto Castilhos era uma figura carismática, Borges construiu uma imagem de discrição e modéstia, não apreciava ostentação nem publicidade pessoal, mas manteve da mesma forma que seu mentor uma rédea curta no sistema de poder e foi outro eficiente administrador, cujo lema era "nenhuma despesa sem receita". Reorganizou o sistema de impostos e terminou a reforma do Judiciário iniciada por Castilhos, incentivou a produção dos imigrantes e a pequena indústria, apoiou a melhoria nos serviços municipais expandindo redes de água, luz e esgoto, estatizou ferrovias e o porto de Rio Grande. Manteve uma relação distante com o governo federal, e por isso o estado acabou sendo prejudicado com um sempre magro repasse de verbas.
Quando ia concorrer a um terceiro mandato a oposição apresentou um adversário de peso, e Borges teve de encontrar um outro nome, Carlos Barbosa, que acabou vencedor, fazendo um governo de continuidade. Na eleição seguinte Borges retornou ao governo, conseguindo se reeleger uma quarta vez, e realizou mais uma administração importante. Enfrentou uma das maiores ondas de greves da história do estado, mas foi conciliador com os grevistas. Aumentou os salários dos funcionários públicos e decretou medidas protecionistas para produtos essenciais como o feijão, arroz e banha. Mas teve de pedir um substancial empréstimo externo para financiar seu intenso programa de obras públicas. Em Porto Alegre ele foi um dos motores de uma febre construtiva que reformulou o perfil da paisagem urbana, sendo erguidos muitos prédios públicos de grande luxo e realizadas várias obras de urbanização, já que a cidade deveria ser "o cartão de visitas do Rio Grande". Diversas cidades do interior nessa época já ultrapassavam os dez mil habitantes onde se multiplicavam os negócios e a sociedade formava uma nova estratificação. Bagé, Uruguaiana, Caxias do Sul, Rio Pardo, bem como a capital há mais tempo, já imitavam os hábitos requintados dos pelotenses, desfrutando de cafés, salas de cinema e teatro, e lazeres diversificados.

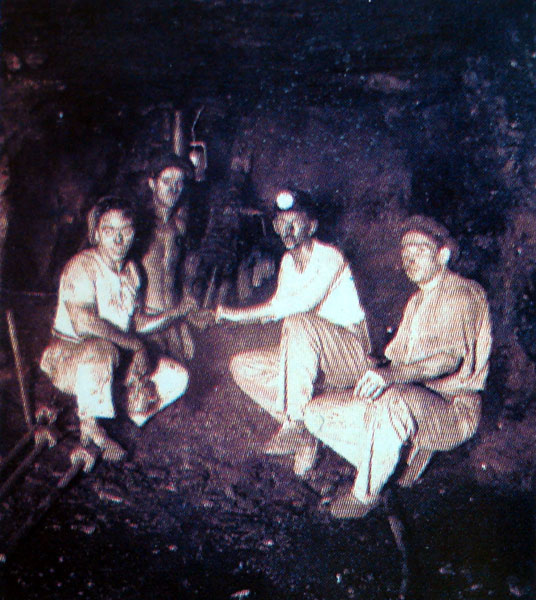
Carvoeiros, início do século XX. Acervo do Museu do Carvão.

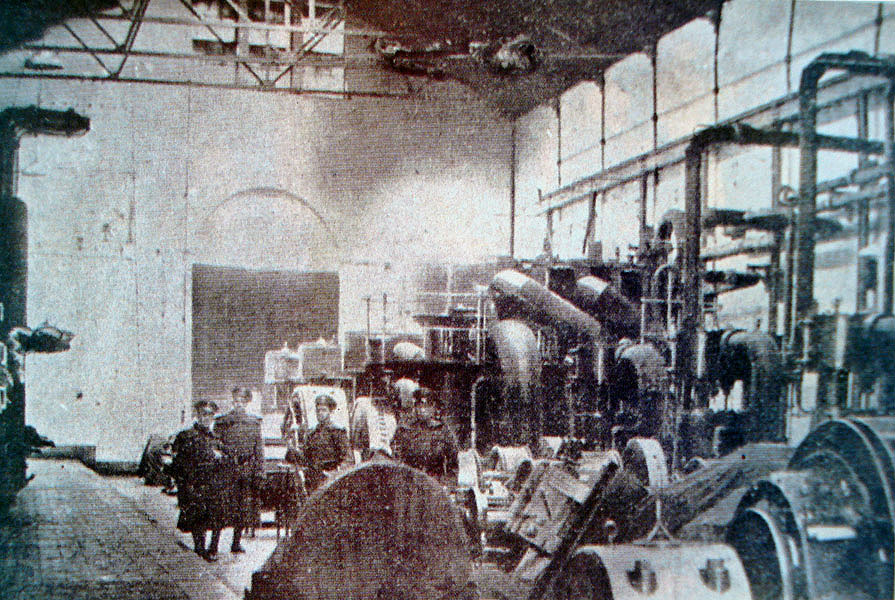
Fábrica guardada por milícia do governo durante a greve de 1917 em Porto Alegre. Acervo do Museu Hipólito José da Costa.

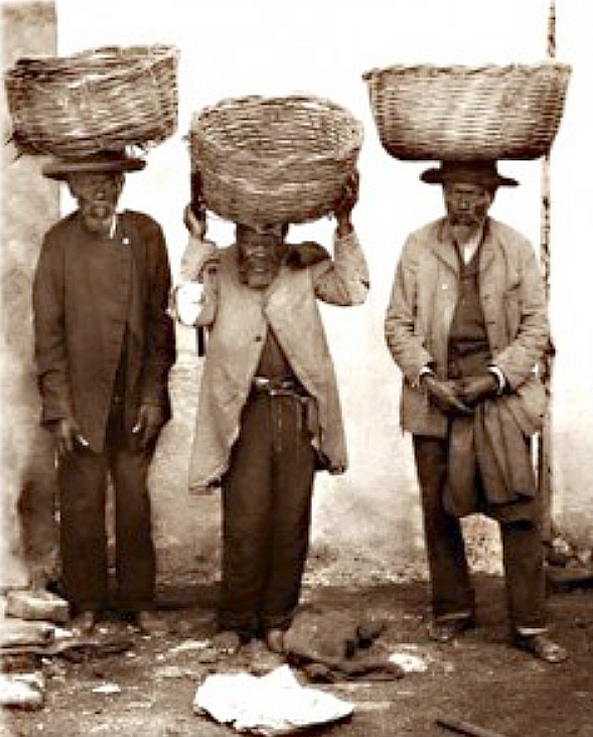
Negros de Porto Alegre em 1895.

No início do século o estado alcançava a terceira posição na economia nacional. O censo de 1900 acusou 1 149 070 habitantes; 67,3% de analfabetos; 43% dos empregos eram na área rural. Do total de habitantes, quase 300 mil eram trabalhadores; destes 56 mil eram mulheres, 49 mil eram artesãos ou possuíam um ofício, 31 mil estavam no comércio. Havia também 3 165 "capitalistas", como chamavam os grandes industriais e comerciantes, e 4 455 funcionários públicos. Mas as demandas do progresso em ritmo acelerado resultaram em que a vida das classes operárias estava longe de ser tranquila. Mesmo que a industrialização em vários setores já tivesse facilitado as coisas, ainda era primitiva e exigia muito trabalho pesado. Os salários eram baixos e mal cobriam o sustento mais básico; os ambientes fabris não primavam pelo conforto e salubridade; ao contrário, segundo os padrões atuais, eram locais de trabalho escravo e antros de disseminação de doenças. Em muitas fábricas a disciplina ainda era imposta a chicote mesmo para trabalhadores brancos; funcionários eram submetidos a revistas periódicas e pagavam pesadas multas por infrações mínimas; crianças e mulheres faziam usualmente a mesma jornada que os homens adultos, que podia chegar a ter 15 horas.
No campo a carga de trabalho era ainda mais pesada — o expediente durava na prática todo o dia, todos os dias do ano, envolvendo toda a família, e muitas vezes com resultados incertos. Em vista dessas condições opressivas, desde muito cedo os operários urbanos e os colonos rurais se viram obrigados a encontrar garantias e assistência por si mesmos, por meio das associações de mútuo socorro e sindicatos, que fortaleceram a classe, dando-lhe oportunidade de articulação e expressão pública. Começava, junto com a modernização, a proletarização da força trabalhadora, e com ela não admira a quantidade de greves e manifestações populares contra as políticas governamentais, exigindo melhores condições, que começaram a pipocar por todas as partes. De 1890 a 1919 os operários fizeram 73 greves locais e três greves gerais, em anos de explosiva organização, quando predominavam ideias anarquistas e socialistas. Exercendo uma pressão efetiva difícil de ignorar, as greves tiveram muitas vezes resultados favoráveis aos trabalhadores. A situação dos negros permanecia particularmente precária. Segundo José Antônio dos Santos,
"O processo de industrialização e urbanização que foi instaurado, no final do século XIX e início do XX, exigiu de toda a sociedade brasileira novas formas de organização social e política. Os trabalhadores negros que haviam sido os suportes da acumulação primitiva de capital nas charqueadas do Rio Grande do Sul, com o início do processo de imigração em 1824, vão ocupar cada vez mais as bordas do capitalismo emergente. Nas cidades, a maioria morava nos piores lugares, nos cortiços, nos morros e zonas alagadas; no meio rural se tornaram agregados e afilhados que trabalhavam para comer e morar nas terras dos antigos senhores. No período pós-abolição o racismo anti-negro foi o componente fundamental da construção da ideologia e cultura gaúchas."
O racismo sistêmico produziu um importante reflexo na historiografia local, que praticamente ocultou o negro nas narrativas históricas e reforçou o mito que circulava desde o século anterior de que havia existido no estado uma espécie de "democracia racial", onde os escravos eram tratados com bondade e tinham uma qualidade de vida muito superior à dos outros estados, o que estudos recentes se encarregaram de desmontar, demonstrando o tratamento cruel a que eram sistematicamente submetidos. Ao mesmo tempo, por muitas décadas seria negado ao negro o reconhecimento da sua importante participação na história da construção da cultura rio-grandense, enquanto a oficialidade erigia a figura do gaúcho como o esteio e paradigma dessa cultura, alijando ao mesmo tempo a contribuição dos imigrantes.

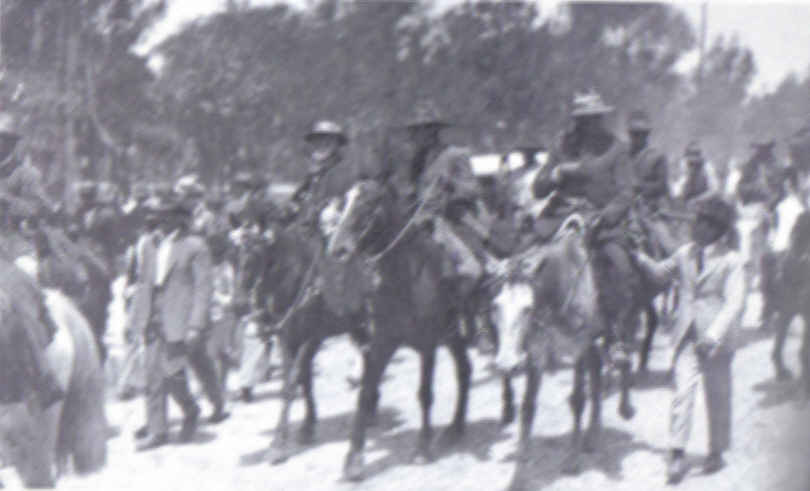
Zeca Netto, líder maragato, e suas tropas ocupando Pelotas durante a Revolução de 1923.

Num cenário em rápida transformação, a antiga oligarquia pastoril, que em boa parte enriquecera enormemente e fora enobrecida no império, e ainda mantinha no fim do século XIX o monopólio dos meios de produção mais importantes, diante da crescente concentração das atividades comerciais e industriais nos centros urbanos, ambas em franca ascensão, viu-se rapidamente perdendo dinheiro, espaço político e influência. O resultado foi a última das grandes guerras civis do estado, a Revolução de 1923, chamada de A Libertadora, que procurou acabar com o continuísmo de Borges de Medeiros. O tumulto mal chegou às portas das cidades, limitou-se ao campo, e foi um confronto desigual. De um lado os revoltosos, desorganizados, em menor número e com munição precária, usando armas do tempo da Revolução Farroupilha, contra a Brigada Militar, bem treinada e equipada com metralhadoras e grande volume de soldados. Os revoltosos perderam a questão e Borges ficou por um quinto mandato, mas teve de renunciar a uma sexta reeleição. O governo federal não se envolveu, a não ser como intermediário nas conversações que levaram à Paz de Pedras Altas, selada em 14 de dezembro, que foi um acordo bastante equânime e conciliador. Possibilitou um entendimento real entre as facções maragato (libertadores, assisistas) e chimango (republicanos, borgistas).
Do lado da Federação, houve avanços e recuos no setor econômico. De início o governo tentou aplacar os estancieiros suspendendo a importação de charque platino, concorrente mais barato, mas logo depois iria proibir o escoamento de produtos brasileiros através de portos estrangeiros, o que foi mais um golpe para as charqueadas da fronteira oeste, que usavam o porto de Montevidéu. A exportação de charque caiu pela metade, o mesmo acontecendo com a carne resfriada. A economia gaúcha no final desses primeiros trinta anos do século XX só foi salva pelos ganhos crescentes da indústria e do comércio, capazes inclusive de sustentar novos avanços no campo cultural. Logo no ano seguinte um outro foco de agitação se revelaria na fronteira oeste, por ocasião da formação da Coluna Prestes, enquanto o governo estadual enviava 1 200 soldados para auxiliar no combate aos revoltosos tenentistas em São Paulo. Esses movimentos, contudo, tiveram bem menor repercussão no Rio Grande do Sul e se desenrolaram principalmente em outros estados.

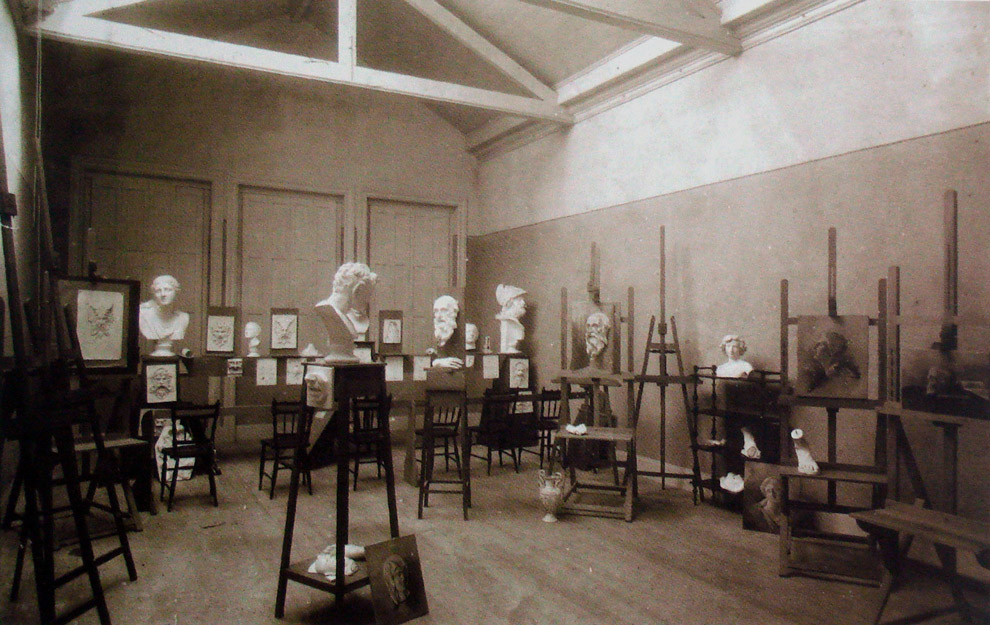
O atelier de escultura do Instituto de Belas Artes em 1915.

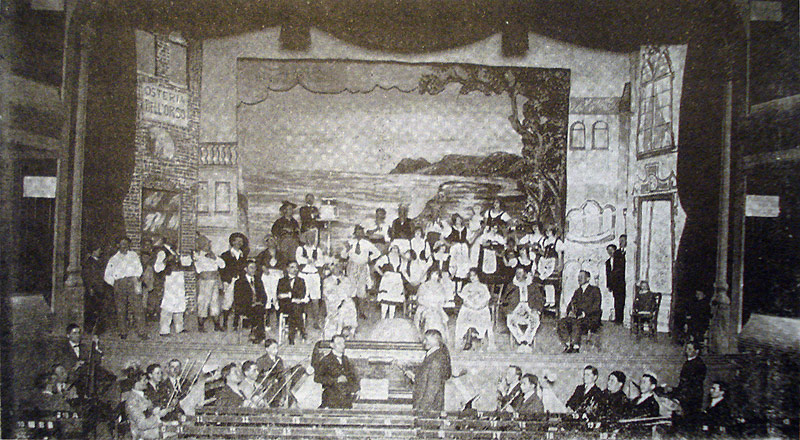
Cena de opereta montada em Caxias do Sul, 1922.

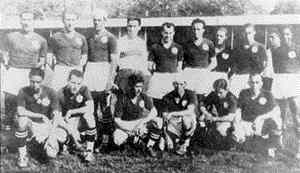
O time do Internacional, Campeão do Citadino de 1922.

### Cultura
Os primeiros grandes eventos culturais do século XX aconteceram em 1901: a fundação da Academia Rio-Grandense de Letras agregando muitos jornalistas, poetas e escritores, como Caldas Júnior, Marcelo Gama, Alcides Maia e Mário Totta, e a realização de outra exposição geral em Porto Alegre, com três mil expositores exibindo as tecnologias mais modernas e os produtos que moviam a economia. Logo em seguida se fundou o primeiro museu do estado, o Museu Júlio de Castilhos, criado em 1903. No mesmo ano ocorreu o primeiro evento inteiramente dedicado às artes, o Salão de 1903, promovido pela Gazeta do Commercio. Este salão, segundo Athos Damasceno, foi "o primeiro certame a dar às artes do Rio Grande do Sul um estatuto de autonomia (…) legitimando-as como objeto de aprovação e distinção social". Outro marco foi a fundação de várias faculdades em Porto Alegre - Medicina, Química, Farmácia, Direito e Engenharia - e mais do Instituto Livre de Belas Artes, incluindo cursos de música e artes plásticas, que concentraria a produção de arte na capital e seria no estado inteiro praticamente a única referência institucional significativa até meados da década de 1950 nos campos do estudo, ensino e produção de arte Pelo Instituto passaram alguns do nomes mais notórios da pintura local desse início de século, como Pedro Weingärtner, membro de bancas de avaliação, junto com Oscar Boeira, Libindo Ferrás, João Fahrion e alguns mestres estrangeiros, professores contratados. Também despontaram mais nomes de peso na literatura e na poesia, como Augusto Meyer, Dyonélio Machado e Eduardo Guimarães, além de a atividade da Biblioteca Pública do Estado, reinaugurada com grandes ampliações em 1922, contribuir significativamente para dinamizar as letras locais.
Na música se destacaram as atividades do Club Haydn de Porto Alegre, organizando muitos recitais divulgando autores europeus e brasileiros, e complementando as temporadas do Theatro São Pedro, onde se apresentaram astros como Arthur Rubinstein e Magda Tagliaferro e se encenaram as primeiras óperas gaúchas, Carmela, de José de Araújo Viana, e Sandro, de Murillo Furtado. Companhias teatrais e de ópera circulavam com frequência pelos teatros do interior, pequenos conjuntos vocais e instrumentais de repertório erudito já existiam em várias cidades, e se percebia a consolidação de expressões musicais regionalistas e populares dos hispano-portugueses, dos negros e dos descendentes de imigrantes em suas colônias. Também é de destacar o ensino qualificado ministrado pelo Instituto de Belas Artes, onde atuavam o mesmo Viana junto com Tasso Corrêa, Libindo Ferrás, Olinto de Oliveira e alguns outros mestres. O cinema tornava-se uma moda muito popular e o esporte já contava com clubes como o Grêmio e o Internacional, que seriam grandes forças no futebol brasileiro anos mais tarde.

### Anos 30 a 60

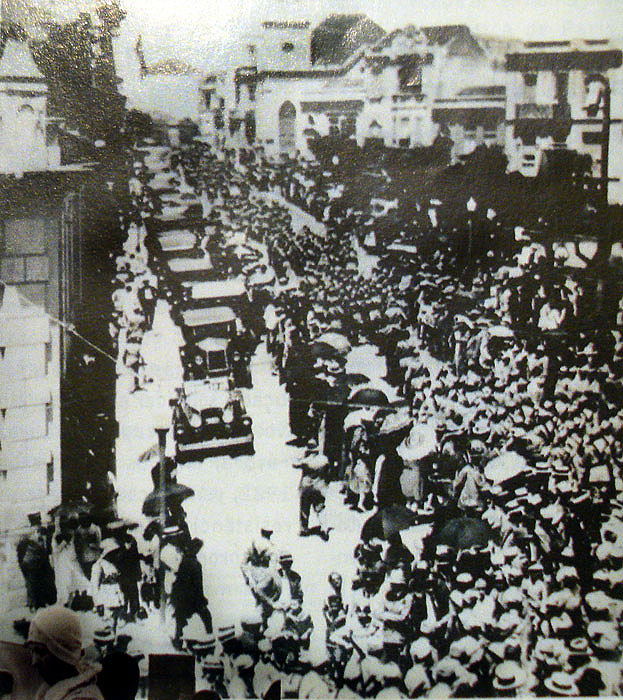
Manifestações de rua em Porto Alegre em favor da Revolução de 30.

Em 1928 Getúlio Vargas sucedeu a Borges de Medeiros, e foi mais um castilhista no poder. Buscou o apoio dos estancieiros representando a classe junto ao governo federal, e protegendo os sindicatos que eles estavam organizando. Descobrindo nos custos de transporte o maior problema, ampliou as ferrovias e incentivou a primeira companhia aérea do estado, a futura VARIG. Para facilitar o crédito, fundou o Banco do Estado do Rio Grande do Sul. Sua maior proeza, contudo, foi a dissipação de antigas rivalidades políticas que afligiam o Rio Grande do Sul desde muito tempo. O fruto disso foi a construção da Aliança Liberal, da qual foi o candidato às eleições nacionais em 1930, vencendo a competição, contudo, Júlio Prestes. Mas este não chegaria a tomar posse, sendo deposto pela Revolução de 30, que guindou Getúlio à Presidência com decisiva participação dos gaúchos.
Getúlio Vargas assumiu o governo levando sua herança política castilhista e a experiência que tivera com os sindicatos gaúchos, e diz-se que foi uma fase de "gauchização" da política do Brasil, mas temperada com os ideais tenentistas. Decretou a intervenção nos estados e através da Constituição de 1934 introduziu reformas importantes como o voto secreto e obrigatório para maiores de 18 anos; o voto feminino; previu a criação da Justiça do Trabalho e da Justiça Eleitoral, entre outras coisas. Seu governo instituiu uma versão do castilhismo conhecida como populismo, pois buscou atrair as classes populares na construção de uma nova sociedade. Tinha bons propósitos, mas eles não bastaram para que a oposição se calasse, e em pouco tempo movimentos se organizaram em vários pontos do país para removê-lo do Catete. No Rio Grande do Sul a oposição encontrou forças em José Antônio Flores da Cunha, o interventor indicado pelo próprio Vargas, e em intelectuais como Dyonélio Machado, um dos líderes locais da Aliança Nacional Libertadora, de esquerda. A reação de Vargas foi dura - Flores da Cunha teve de se exilar e os membros da ALN foram reprimidos violentamente, sendo usada até a tortura.
Por outro lado, diversas reformas impostas pelo governo federal não estavam sendo cumpridas no estado, pois a elite industrial e comercial resistia a abrir mão de direitos tradicionais. Novas greves foram organizadas, as entidades operárias romperam relações com o Ministério do Trabalho, e o clima se tornou tenso novamente nos círculos da produção. Também a política estadual continuava convulsionada, pois nesse momento o Brasil, amedrontado com a "ameaça bolchevique", se encontrava largamente influenciado pelos regimes totalitários europeus como o Nazismo e o Fascismo. A repercussão disso no estado foi especialmente intensa pois os descendentes dos imigrantes italianos e alemães se haviam identificado com o que se passava em seus países ancestrais, e nessa altura esses grupos já constituíam grandes e fortes colônias, respondendo por 50% da população e da renda totais do estado, e alguns de seus representantes atingiam posições de eminência no empresariado e na política, como o Intendente de Porto Alegre, Alberto Bins, de origem alemã, que em declarações públicas expressou sua simpatia pelo Nazismo. Os alemães logo passaram a ostentar suas preferências políticas em passeatas vestidos de trajes militares e carregando bandeiras com a suástica, enquanto que os italianos se ufanavam de sua etnia e conquistas incentivados pelo próprio Mussolini. Outros ainda aderiam ao Integralismo, de caráter similar.

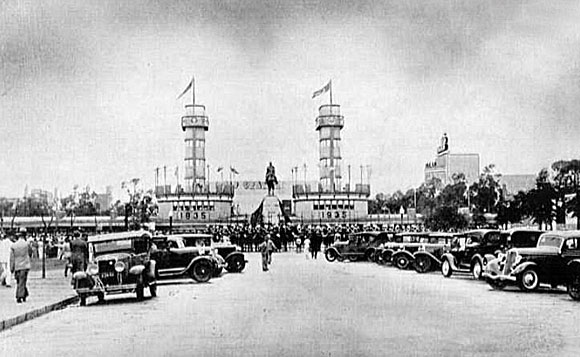
Abertura da Exposição de 1935 em Porto Alegre.

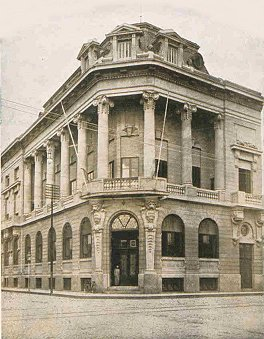
Sede do Banco Pelotense.

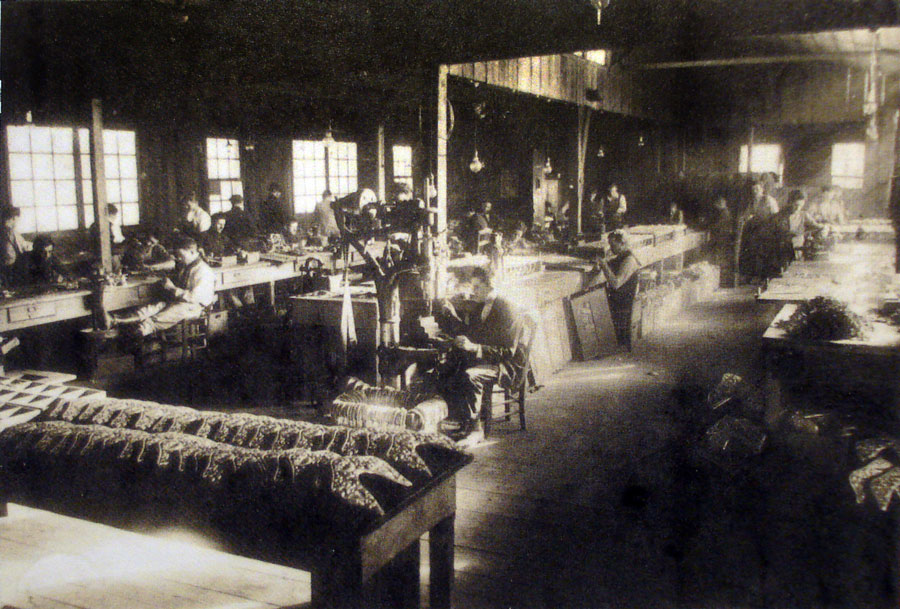
Metalúrgica Abramo Eberle, anos 1940-50.

Apesar da agitação, a economia havia se recuperado bastante bem depois da crise econômica mundial de 1929. Na verdade ela relativamente pouco havia afetado o estado, salvo seu setor financeiro, com a falência de bancos importantes como o Banco Pelotense, o que selou o início de um longo período de estagnação econômica para Pelotas e outras cidades. Mas nesta época o Rio Grande do Sul abastecia significativa uma parcela do mercado nacional com sua produção agropecuária. Tanto é que em 1935, comemorando o centenário da Revolução Farroupilha, foi organizada outra grande exposição geral em Porto Alegre, a maior que a cidade já vira. Além de apresentar os frutos da economia gaúcha para a sociedade, teve uma seção cultural e foi importante também por ter introduzido no sul a arquitetura modernista, que doravante iria constituir o principal estilo arquitetônico empregado no estado até os anos 1980, revolucionando as concepções do urbanismo gaúcho.
Os movimentos de direita culminaram em 1937 com a criação do Estado Novo através de novo golpe de estado de Getúlio, que impôs uma Constituição fascista. A euforia dos descendentes de imigrantes, que se reuniram em passeatas por vários pontos do estado para aclamar o novo regime, logo se desfez, pois Getúlio começou a orientar a política em direção à construção de um senso de identidade nacional, e assim todos os estrangeirismos começaram a ser severamente censurados, iniciando um tempo de perseguições e repressão nas colônias, e em vez de colaboradores no processo de crescimento e povoação os imigrantes passaram a ser vistos como potenciais inimigos da pátria. O processo chegou ao extremo com a entrada do Brasil na II Guerra Mundial contra os países do Eixo, com pesadas consequências econômicas e sociais para a região de imigração, incluindo as colônias da capital.
Na economia a virada foi em direção à unificação do mercado nacional, com perda de dinamismo regional. Num momento em que algumas indústrias gaúchas já se projetavam nacionalmente, como a Eberle, a Renner, a Berta e a Wallig, reversamente se tornava mais fácil a penetração no mercado gaúcho de concorrentes nacionais. Ao mesmo tempo desaqueciam as economias coloniais baseadas em empreendimentos familiares, iniciando um processo de desvalorização econômica dos artesanatos e manufaturas tradicionais, das indústrias caseiras e das cooperativas. Com esse impacto negativo sobre as colônias também iniciou o êxodo rural no estado e apareceram as primeiras favelas em Porto Alegre. Entretanto, o governo estadual tentou minimizar os problemas através de medidas protecionistas sobre os produtos exportáveis, investindo no setor de transportes e simpatizando com as questões do setor produtivo como um todo, além de criar uma rede de centros de saúde.
Com o fim da II Guerra e com a concomitante deposição de Getúlio, as instituições democráticas começaram a se restabelecer, e em 1947 foi eleito um novo governador, Walter Jobim, comprometido com a proposta de expandir a eletrificação das colônias para evitar o êxodo rural. Para isso construiu diversas centrais de energia, num programa que teve continuidade com seus sucessores. Em sua gestão foi aprovada uma nova Constituição Estadual, ampliando os poderes do Legislativo gaúcho. Getúlio fora deposto mas manteve seu prestígio, e logo se tornou o líder do Partido Trabalhista Brasileiro (PTB), que teve no estado uma de suas maiores bases eleitorais. Assim o apelo às massas e ao nacionalismo, e o combate às tendências de esquerda, continuavam vivos. No estado a política se dividia entre o Partido Libertador, porta-voz da elite pecuarista, o Partido Social Democrático, defendendo os interesses da burguesia agroindustrial, e o PTB, atuando pelo trabalhismo, a nova versão do populismo getulista, que tinha em Alberto Pasqualini seu mentor local. Getúlio acabou sendo reeleito (desta vez em eleições diretas) para a Presidência da República, consagrando o trabalhismo como linha de governo.
O suicídio de Getúlio em 1954 foi intensamente sentido no Rio Grande do Sul, havendo enormes manifestações de rua. Mas sua época parecia ter mesmo passado, pois poucas semanas após o trágico evento os trabalhistas perdiam a eleição para governador, assumindo Ildo Meneghetti como um fenômeno eleitoral até então sem precedentes na política gaúcha. Descendente de italianos, sua ascensão ao poder máximo do estado foi um claro indicador de que a discriminação que os imigrantes enfrentaram durante os anos anteriores havia sido superada. Já fora duas vezes prefeito de Porto Alegre, onde deixara obra sólida priorizando a habitação popular. Mas como governador não conseguiu cumprir muitas metas. O estado estava entrando em uma crise econômica onde, apesar do crescimento do número de indústrias e da introdução de novas e lucrativas lavouras como a soja, deixava de ser importador de mão-de-obra para ser exportador. E a situação de Meneghetti como opositor do novo presidente Juscelino Kubitschek deixou o estado à margem dos investimentos federais em pleno Desenvolvimentismo. Sucedeu-lhe Leonel Brizola, que seguiu pela tradição trabalhista. Seu governo foi pautado por um Plano de Obras, que tinha como objetivo melhorar a infraestrutura e ampliar a rede escolar. Encampou empresas estrangeiras, fundou a Caixa Econômica Estadual do Rio Grande do Sul, reequipou a polícia, estimulou uma reforma agrária de âmbito estadual, criando o Instituto Gaúcho de Reforma Agrária, e estimulou a criação de empresas de porte como a Refinaria Alberto Pasqualini e a Aços Finos Piratini. Sua atuação mais dramática foi o lançamento da campanha da Legalidade, em 1961, que levou multidões para as ruas, quando o Palácio Piratini, onde ele se entrincheirara, foi votado ao bombardeio pelas chefias militares federais, o que, devido à desobediência dos soldados gaúchos, acabou não acontecendo.

#### Cultura e outros indicadores entre 1930 e 1960

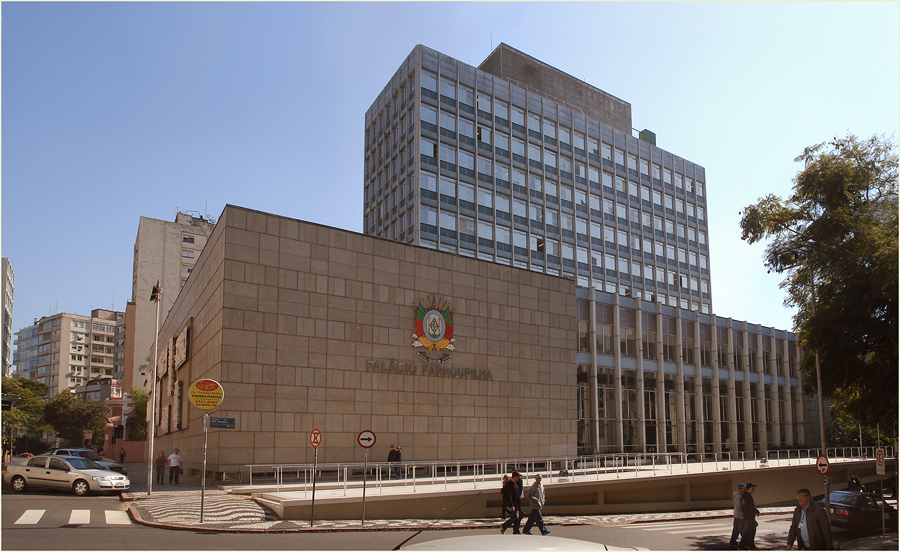
Palácio Farroupilha, erguido em 1955.

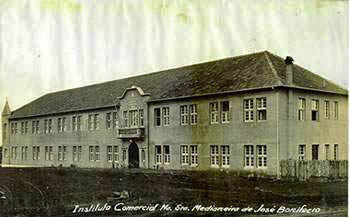
Escola Marista Medianeira de Erechim, em 1935.

Na cultura os principais movimentos desses trinta anos aconteceram na capital. Foi importante nesta época a criação em 1934 da Universidade de Porto Alegre, de âmbito estadual, que foi a antecessora da UFRGS. Pelo fim dos anos 1930 o Modernismo já estimulava um debate intenso entre a elite pensante sobre os novos rumos que a arte vinha tomando. Esse movimento foi introduzido em Porto Alegre primeiro pelas artes gráficas, com destaque para as ilustrações em revistas como a Revista do Globo, que tinha grande circulação, e que mantinha em suas oficinas um grupo de talentosos ilustradores, alguns dos quais mais tarde definiriam o perfil de toda a melhor arte local e estadual. Entre eles estavam Ernest Zeuner, Edgar Koetz, Francis Pelichek e João Fahrion Para os negros, que vinham até então sendo continuamente desprezados pela sociedade, o ano de 1943 representou o marco inicial de sua mobilização, quando se fundou a União dos Homens de Cor, que cinco anos mais tarde já estaria ramificada por mais dez estados da Federação.
Porto Alegre nos anos 1950 já tinha seu desenho largamente transformado pela arquitetura modernista, que incluía grandes melhorias na planta urbana e grandes prédios públicos. A cidade já realizava sua Feira do Livro, dispunha de um museu especialmente dedicado às artes, o MARGS, uma universidade federal, a UFRGS, ouvia os concertos de sua nova orquestra sinfônica, a OSPA, e nomes como Mario Quintana, Aldo Obino, Lupicínio Rodrigues, Dante de Laytano, Aldo Locatelli, Érico Veríssimo, Manuelito de Ornelas, Paixão Côrtes, Walter Spalding, Bruno Kiefer, Túlio Piva, Barbosa Lessa, Armando Albuquerque, Ado Malagoli e Ângelo Guido, entre muitos outros, já eram referência nos campos da literatura, poesia, historiografia, tradicionalismo e folclore, artes plásticas, música e crítica de arte.
Na virada para a década de 1960 a vida boêmia de Porto Alegre enriquecera com um forte colorido político e cultural, reunindo expressivo grupo de intelectuais e produtores artísticos influentes, alinhados ao Existencialismo e ao Comunismo. Entre o fim da década anterior e os anos que precederam o golpe de 64 foram montadas peças teatrais de vanguarda, em abordagens polêmicas e desafiadoras do status quo; as artes plásticas mostravam uma feição realista/expressionista muitas vezes de cunho social, regionalista e panfletário, destacando-se a atividade de artistas como Francisco Stockinger, Vasco Prado, Iberê Camargo e os membros do Grupo de Bagé (de fato atuantes na capital) e do Clube de Gravura de Porto Alegre. Nessa época a Livraria Vitória se tornara a maior arena de discussão filosófica e política.
Nos anos 1950 o estado apresentava uma das melhores perspectivas de vida do país. A vida do gaúcho se estendia em média até os 55 anos, 30% acima da média nacional, enquanto que a mortalidade infantil era metade da brasileira; a incidência de tuberculose estava em franco declínio; iniciava-se a fluoretação da água potável; havia cerca de dois mil médicos em atividade e mais de vinte mil leitos hospitalares disponíveis. O ensino por todo o estado atingia um grau de sensível avanço, expandindo-se bastante para a zona rural, e com grandes colégios atuando em muitas cidades, sendo que para isso se contou frequentemente com o esforço dos religiosos, especialmente os católicos, mantenedores além de colégios também de hospitais, asilos e outras obras assistenciais. No fim da década de 1950 havia mais de duas mil escolas primárias, e as faculdades se multiplicavam, chegando a quase 150. O número de cidades com mais de cinco mil habitantes chegava a cerca de 70 e se patenteava a conurbação de Porto Alegre com as cidades vizinhas, formando uma região metropolitana com mais de 800 mil habitantes, quando o total do estado ultrapassava 5 milhões.

### Durante a ditadura militar
Em 1962 Meneghetti foi reeleito, numa coligação que contou com o apoio de grandes forças conservadoras, enquanto os trabalhistas estavam divididos com o surgimento do trabalhismo renovador de Fernando Ferrari. Meneghetti representava a opção mais sensata para aqueles importantes setores da sociedade que, temendo o avanço comunista, estavam preparando o golpe militar de 64, quando o governador desempenhou um papel de relevo. Articulou ligações decisivas com líderes nacionais e na tarde de 1º de abril de 1964 transferiu o governo estadual para Passo Fundo, na Operação Farroupilha, a fim de não ser deposto pela resistência que se organizava em Porto Alegre pelas forças fiéis a Jango. No dia 3, quando Jango estava no interior, prestes a se retirar para o exílio no Uruguai, Meneghetti voltou à capital, conduzido por uma força combinada de unidades da 3ª Divisão de Infantaria do Exército, sediada em Santa Maria, e de tropas da Brigada Militar.
O movimento militar consolidou-se através da força. De imediato se verificaram reações em várias esferas, incluindo manifestações de rua antigolpe, mas todas foram reprimidas com violência. O prefeito de Porto Alegre, Sereno Chaise, foi preso, e junto com ele centenas de pessoas. Mas em sua maioria foram libertados pouco depois na primeira semana. Entretanto a repressão permaneceu como o recurso usual de preservação da nova ordem, justificada como medida de segurança nacional, e logo aconteceram outras prisões, junto com o fechamento de jornais, das ligas camponesas, dos sindicatos e da União dos Estudantes, cassações de políticos, extinção dos partidos e expurgos de professores das universidades. Também se criou o sistema de eleição indireta para governador. O principal teórico do regime foi o general gaúcho Golbery do Couto e Silva, que assumiu a chefia do Serviço Nacional de Informações, embora ele pessoalmente não fosse um adepto da linha dura. Até 1968 os estudantes permaneceram como a principal força de oposição aos militares, desafiando-os em vários confrontos. Nesse mesmo ano foi instituído o AI-5, que desencadeou novo ciclo de cassações, generalizou a censura à imprensa e a oficialidade passou a se valer da tortura e morte como meio de silenciar as vozes contrárias.

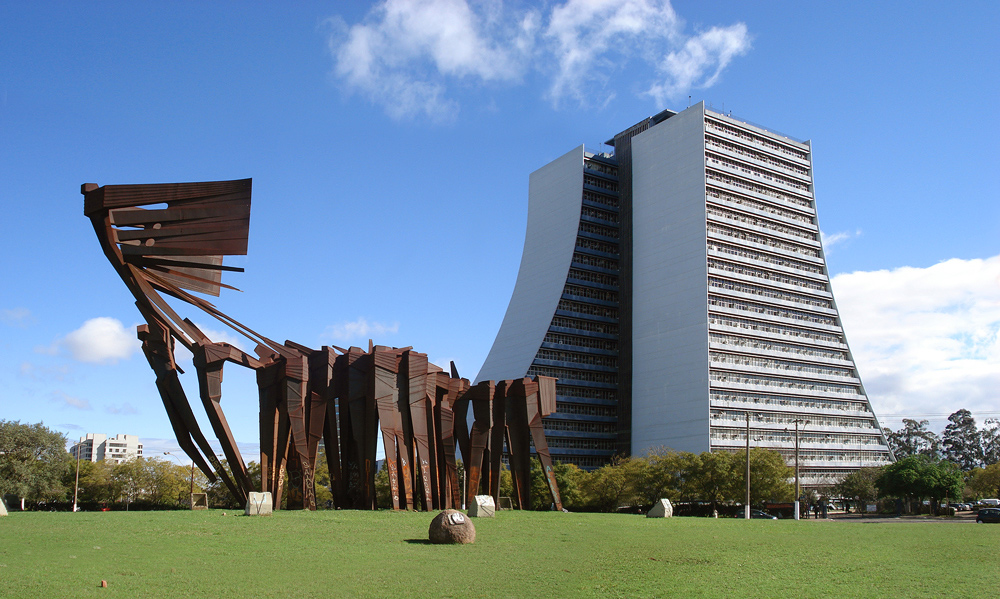
Centro Administrativo do Estado, erguido nos anos 1970, com um monumento de Carlos Tenius em primeiro plano celebrando a colonização açoriana em Porto Alegre.

Entrando nos anos 1970 o regime militar atravessava sua fase mais rigorosa, mas ao mesmo tempo o país iniciava uma fase de euforia com a conquista do tricampeonato mundial de futebol e com o aceleramento econômico, num ciclo conhecido como o Milagre Brasileiro, quando o crescimento chegava a mais de 10% ao ano. Com isso se realizaram grandes obras públicas nas cidades, em especial Porto Alegre, e o estado passava a ser um dos motores da economia nacional por meio do enorme incremento da cultura da soja, então o principal produto do estado e o mais importante item das exportações do Brasil, com crédito subsidiado, isenção de impostos e massivos investimentos na mecanização das lavouras. Com a soja em alta os produtores enriqueceram e a concentração de terras aumentou, e os rendimentos públicos foram aproveitados também na expansão das redes de assistência médica e escolar, mas a mecanização expulsou o trabalhador do campo agravando o êxodo rural. A ênfase em apenas um setor produtivo, protegido por diversos incentivos, acabou por desequilibrar a economia do estado com uma grave crise fiscal, exacerbada com a subida do preço do petróleo, levando ao déficit público e a um severo endividamento externo.
Em meados da década, contando com o apoio da Igreja Católica, a oposição conseguira se reorganizar em torno do MDB, o único partido oposicionista autorizado. Em 1974 aconteceu em Porto Alegre o primeiro debate político "livre" transmitido pela televisão brasileira, quando se enfrentaram os candidatos gaúchos ao senado, Paulo Brossard, do MDB, e o governista Nestor Jost. O planejamento e a realização deste evento foram feitos com extremo cuidado pela TV Gaúcha, evitando pontos mais sensíveis de polêmica, mas mesmo assim foi um divisor de águas. O resultado das eleições confirmou o predomínio do MDB em todo o país, e se iniciava lentamente a fase de abrandamento do regime militar. O governador Sinval Guazzelli teve assim de dialogar com a oposição para poder governar. Mas outros setores do governo, mais radicais e descontentes com as novas concessões, conceberam ações independentes de repressão a fim de desmoralizar o governador, tornando-se emblemático o sequestro de Lilian Celiberti e Universindo Diaz, que foram levados ao Uruguai e lá torturados e condenados por crimes políticos, como parte da Operação Condor, uma aliança político-militar entre os vários regimes militares da América do Sul com o objetivo de coordenar a repressão aos opositores dessas ditaduras. De qualquer forma o processo de distensão era irreversível. Em 1979, em iniciativas pioneiras, o estado começou um processo de anistia dos perseguidos políticos, quando a Assembléia homenageou os cassados, a Câmara municipal de Porto Alegre reabilitou vereadores e a prefeitura de Cruz Alta readmitiu servidores expulsos pelos militares. Ao mesmo tempo os partidos voltavam a ter seu funcionamento autorizado e renascia no Rio Grande o movimento sindical, com a eclosão de várias greves, mas não sem enfrentar repressão violenta, o mesmo acontecendo com a articulação do Movimento dos Sem-Terra.

#### Resistência intelectual
Nesses anos de chumbo, com o ambiente rigorosamente controlado, a vida intelectual independente sobrevivia em guetos. Um dos mais célebres foi a "Esquina Maldita", em Porto Alegre, localizada diante do campus central da UFRGS. De acordo com Nicole dos Reis, foi
"um ponto de discussão das questões políticas locais e nacionais pelos intelectuais e artistas da época. Era um surgimento de um espaço de contestação em um bairro, o Bom Fim, que é citado (...) como o principal ponto de sociabilidade dos componentes desta rede social."
Juremir Machado da Silva complementa, reforçando sua importância, dizendo que ela foi um espaço em que
"intensificou-se as lutas pela emancipação da mulher, fortaleceu-se o respeito pelos homossexuais, combateu-se o machismo, viveram-se radicalmente os sonhos das relações abertas e da liberdade sexual. Ou seja, partiu-se para a defesa das diferenças. Pela Esquina Maldita, Porto Alegre mergulhou na pluralidade cotidiana, caminhou em direção ao direito à singularidade e aprofundou-se no exame e na recusa do conservadorismo moral."

## História recente

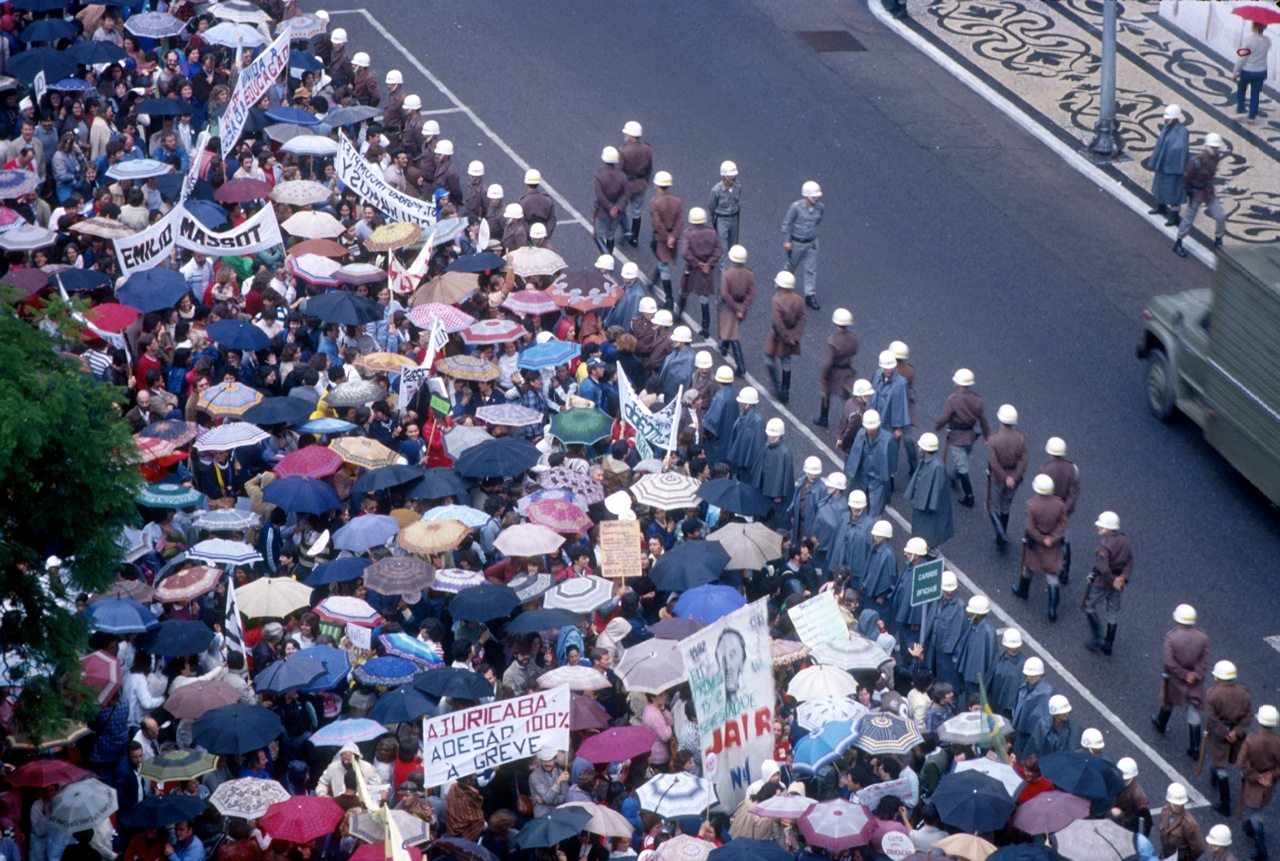
Protesto de professores em greve diante do Palácio Piratini, 1985. Foto de Luis Geraldo Melo

O movimento pela redemocratização do Brasil venceu afinal em 1985, em meio a intensa mobilização da sociedade. Em Porto Alegre os comícios pelas Diretas Já reuniram 200 mil pessoas. Mas quando assumiu Pedro Simon, o primeiro governador democrático, o estado estava à beira da falência, com um aumento de 4 185% no déficit público apenas nos dois anos anteriores. Explodiam vários movimentos de protesto entre as classes produtoras e vários outros setores da sociedade, como os professores e os servidores públicos. Mesmo conseguindo sanear parte das finanças estaduais, Simon não dispôs de excedentes para muitos investimentos. Uma das medidas adotadas pelo governo foi a criação dos Conselhos Regionais de Desenvolvimento (Coredes), para a aplicação dos investimentos possíveis em concordância com as prioridades apontadas por lideranças regionais. Nesta época a prefeitura de Porto Alegre instituiu o programa do Orçamento Participativo, para compartilhar com a sociedade a responsabilidade pelas decisões, tornando-se logo um modelo administrativo para outras cidades; articulou-se o MERCOSUL, e em vista de sua situação geográfica estratégica, o estado assumiu um papel de destaque. Um pouco mais adiante o governador Antônio Britto iniciou uma polêmica administração que envolveu o enxugamento do quadro funcional do estado em um programa de demissão voluntária e redução dos Cargos em Comissão, vendeu e fechou empresas públicas, reorganizou o sistema financeiro estadual e buscou atrair investimentos estrangeiros através de grandes isenções fiscais e incentivos. Os 2,3 bilhões de reais que conseguiu com as privatizações não foram aplicados no fomento econômico direto, foram gastos principalmente na amortização da dívida pública, e a falta de incentivos do governo fez com que a indústria entrasse em crise, falindo várias empresas de pequeno e médio porte. Olívio Dutra, do Partido dos Trabalhadores, fez um governo voltado para a causa social, fixando no campo trabalhadores antes sem terra e criando reservas para os índios; incentivou o ensino; criou programas de emprego para o jovem; apoiou a polícia e levou para o âmbito estadual a experiência que tivera com o Orçamento Participativo na prefeitura de Porto Alegre. Mas, quando entregou o cargo para Germano Rigotto, a dívida do estado chegava a 4 bilhões de reais. Sem meios para grandes investimentos, Rigotto dedicou-se a captar recursos externos para cobrir a dívida, reduziu os gastos governamentais e estabeleceu alianças com os outros governadores do sul, procurando criar linhas fortes de diálogo com os vários setores da sociedade.

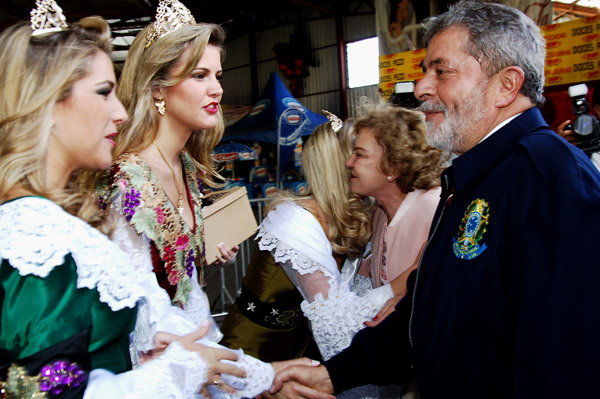
A Rainha e princesas da Festa da Uva saudando o casal presidencial.

Apesar de o Rio Grande do Sul ser um dos estados brasileiros mais endividados, com cerca de 30% de seus ativos (2005) sob forma de dívida ativa, praticamente toda em cobrança judicial, e sendo obrigado a emprestar recentemente US$ 1,1 bilhão do Banco Mundial para reestruturação da dívida pública, sua situação geral no presente é bastante positiva. Segundo o relatório de 1998 da ONU o estado alcançou um IDH superior à média nacional, com 0,869 pontos, conduzido pela boa distribuição de renda e o alto nível de escolarização, permanecendo o analfabetismo abaixo dos 10%. Em 2007 o PIB estadual era o quarto maior do Brasil, chegando a R$ 175 bilhões, e o PIB per capita estava em R$ 15,8 mil. A expectativa de vida está na casa dos 70 anos, e a população total ultrapassou os 10 milhões de habitantes, sendo que 80% dela vive em zona urbana, embora ainda cerca de 40% dos recursos estaduais sejam gerados no campo. Festas de produção como a Festa da Uva, a Expointer, a Fenasoja e a Fenarroz já constituem eventos internacionais, onde se realizam negócios vultosos. O Rio Grande do Sul é também atualmente um dos maiores produtores e exportadores de grãos do país, e esses fatores, junto com as boas condições das estradas, telecomunicações e energia e os programas de fomento econômico do governo estadual, o situam como o estado brasileiro mais atraente para investimentos nacionais e estrangeiros. Cabe ressaltar que as universidades têm se tornado em ativos centros regionais de pesquisa em vários campos, introduzindo uma série de novas técnicas e recursos tecnológicos nos setores produtivos e aprofundando a produção intelectual, fomentando as economias e a cultura das áreas onde se localizam com um trabalho altamente qualificado. O governo do estado também têm se juntado a esse esforço acadêmico investido na pesquisa em ciência e tecnologia, havendo vários programas oficiais para amparo aos pesquisadores.
A boa posição geral do estado esconde, porém, disparidades regionais. Na região oeste os índices de mortalidade infantil estão entre os mais altos do Brasil; as culturas tradicionais nas antigas colônias evidenciam sério depauperamento diante da modernização generalizada; as grandes concentrações urbanas enfrentam desafios difíceis no que diz respeito à habitação, poluição, emprego, segurança e outras questões básicas de infraestrutura e serviços. A área plantada vem diminuindo e as grandes redes de comércio, serviços e indústrias competem com a pequena empresa, desestruturando os pequenos mercados regionais, um sintoma da globalização que tem caracterizado a economia mundial em anos recentes.
Outra área em que surgem problemas crescentes é o meio ambiente. A despeito de o Estado patentemente investir muitos recursos em várias frentes e o assunto ser parte do currículo escolar desde os níveis primários, o balanço de sua política ambiental tem sido pobre, e instituições, acadêmicos e organizações ambientalistas vêm denunciando sem cessar o sucateamento e a ineficácia do aparelho de controle e da infra-estrutura institucional, a criação de legislação contraditória e a atuação de esquemas de corrupção, contexto que tem causado profundos prejuízos para a natureza em larga escala, levado inúmeras espécies à beira da extinção, esgotado ou usado mal seus recursos naturais, e causado doenças na população, além de comprometer o futuro das novas gerações. Estão se tornando especialmente graves problemas de poluição, mau manejo e esgotamento de mananciais em todas as maiores bacias hidrográficas, com vários corpos de água de enorme importância em situação crítica em quase toda sua extensão, como a Lagoa dos Patos, o lago Guaíba e o Rio dos Sinos; o desmatamento da mata atlântica, que preserva apenas 7% da cobertura original e está sob constante pressão; a poluição de solos, águas e alimentos por agrotóxicos, utilizando-se quase o dobro da média nacional num país que é o campeão mundial no uso desses venenos, e a desertificação do pampa, associada à introdução das monoculturas de arroz, pinus e eucaliptos e à superexploração pecuária.

### Cultura e sociedade

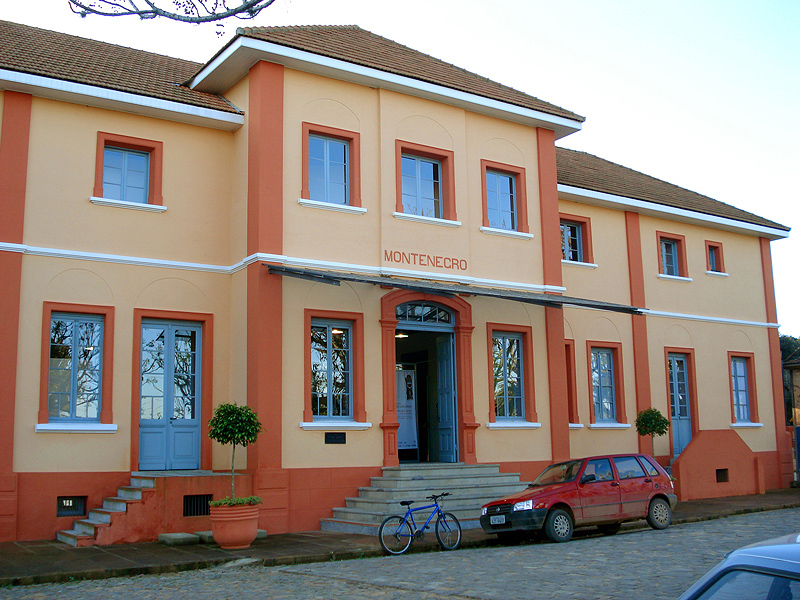
Casa da Cultura de Montenegro, no prédio da antiga estação ferroviária.

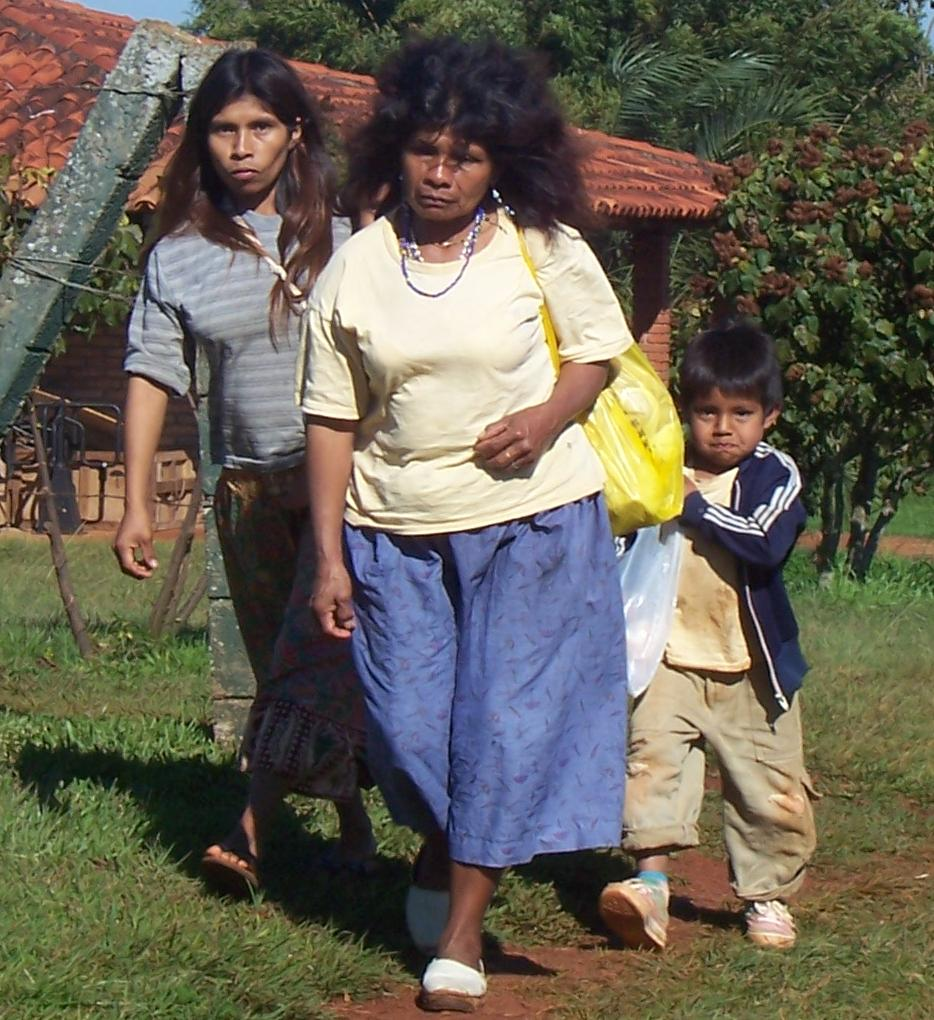
Índios guarani em São Miguel das Missões.

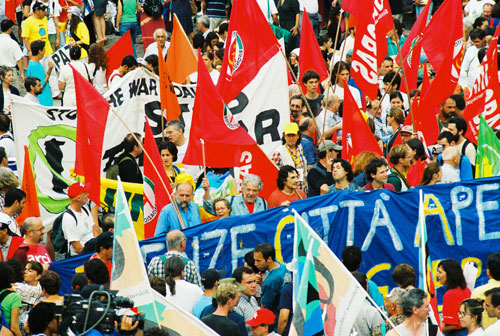
Passeata de abertura do Fórum Social Mundial de 2003.

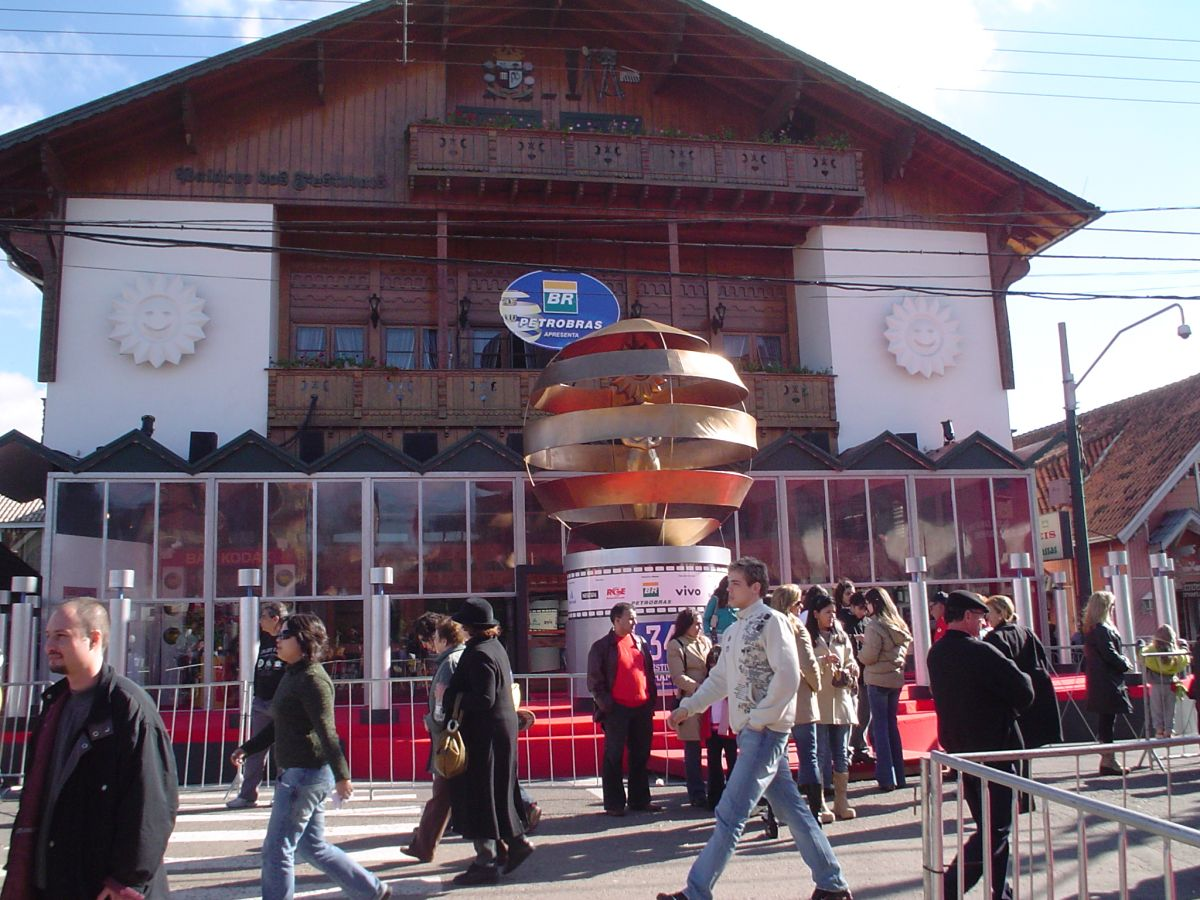
Palácio dos Festivais de Gramado.

As últimas décadas confirmaram o Rio Grande do Sul como uma voz importante, dinâmica, atualizada - sendo por vezes até vanguardista - e politicamente engajada no cenário cultural brasileiro. Em todo o estado existem centros culturais e universidades em atividade intensa. Num panorama geral desse período se destacam alguns pontos importantes, entre eles:
- a recuperação da memória social, da cultura imaterial e do folclore, revelados no resgate da figura do gaúcho, dos imigrantes, do negro e outros grupos minoritários, dos bens materiais com a preservação da arquitetura antiga e a multiplicação dos museus histórico-artísticos, e nos grandes investimentos em cultura, patrimônio e turismo cultural;
- a criação de uma cultura decididamente cosmopolita nos grandes centros urbanos;
- a conscientização sobre os problemas do meio ambiente, com início de movimentos ecológicos e a evidência do interesse governamental na criação de leis ambientalistas e de áreas de preservação, e junto com isso se valorizou o cenário paisagístico do estado, com o aquecimento do setor turístico;
- a revelação do estado de abandono e pobreza em que se encontravam as populações indígenas;
- a problematização do convívio social em cidades, com a elevação dos índices de crime com ameaça à vida e à propriedade, gerando um sentimento geral de insegurança. Em todas as áreas com deficiências foram tomadas medidas saneadoras, embora ainda muito falte fazer e as reclamações da sociedade sejam constantes.

Recapitulando, no início dos anos 1980 a sociedade civil começava a reconquistar seu espaço de representação política. A produção artística estadual, bem como a brasileira, que haviam sido mantidas sob a pressão da censura, rearticularam-se sob uma forma altamente politizada, reivindicando a normalização da vida institucional e cultural brasileira. Porto Alegre iria conduzir os principais avanços. Sandra Pesavento afirma que neste período
"em Porto Alegre começa o movimento local ‘Deu Pra Ti anos 1970’ que comemorava o fim da década. A geração que crescera com o AI-5 e os deserdados dos anos 1960 e 70 reclamavam um outro país e uma outra cidade em seus sonhos."
Neste novo panorama da vida urbana portoalegrense, um dos espaços mais importantes foi o bairro Bom Fim e seus bares, formando quase uma república independente encravada no coração da cidade. Ali se reuniam os principais líderes da atividade contestatória da época, freqüentadores de diferentes ideologias, que viviam utopias transformadas em estilos de vida - como os punks, os rockers, darks, junto com cineastas, filósofos, poetas e literatos - das quais resultaria a definição de identidade de toda uma geração. Foi o ponto de efervescência da cena musical underground e pop, com o surgimento de várias bandas e cantores que marcaram a música local, como Os Replicantes, Bebeto Alves, Os Cascavelletes, Nei Lisboa, TNT, Graforréia Xilarmônica, entre outros, e que foram louvados pela crítica do Brasil. Novamente Juremir Machado da Silva esclarece:
"Criamos um território de combate. Ali conviviam aqueles que estavam colocando em xeque os valores sociais. Mas, mais do que isso, estava na ordem do dia a discussão de um projeto político para a sociedade."
Outras áreas que cresceram foram o teatro e o cinema, com a edição de grandes festivais como o Festival de Gramado e o Porto Alegre em Cena e o surgimento de muitos realizadores talentosos. Literatura, artes plásticas, poesia, música, filosofia, e outros ramos das artes e humanidades acompanharam o florescimento. Alguns de seus artistas, como Roberto Szidon, Vera Chaves Barcellos, Luis Fernando Verissimo, Jorge Furtado, Moacyr Scliar e Regina Silveira, são nomes internacionais, e existem muitíssimos outros que são reconhecidos em âmbito nacional. O estado já sedia uma bienal importante, a Bienal do Mercosul, recebe shows e espetáculos do Brasil e do exterior, e organiza eventos de grande repercussão como o Fórum Social Mundial. O esporte igualmente conheceu grande progresso; atletas como Daiane dos Santos e Ronaldinho Gaúcho são estrelas de fama mundial; os velejadores Nelson Horn Ilha, José Luís Ribeiro e Fernanda Oliveira já trouxeram muitas medalhas panamericanas incluindo uma olímpica, André Luiz Garcia de Andrade foi duas vezes medalhista paraolímpico com ouro em Atenas, enquanto que o Inter e Grêmio, de já longa trajetória, são equipes de futebol que se colocam entre as mais conhecidas do Brasil, tendo ambas conquistado vários títulos internacionais e possuindo grandes torcidas.

#### A reconstrução do "gaúcho"

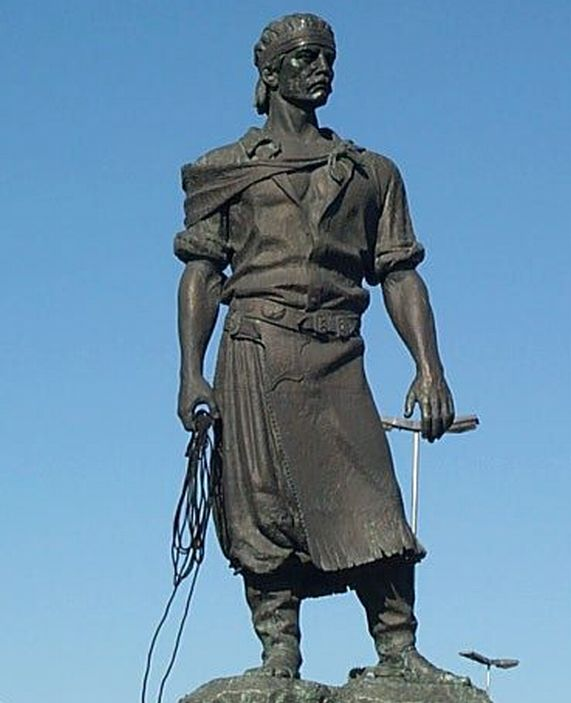
Estátua do Laçador, o símbolo da capital do estado.

Há que se tratar com especial interesse a reabilitação da figura do gaúcho, um dos mais fortes símbolos da identidade estadual - lembre-se que o termo "gaúcho", para o resto do Brasil, consagrou-se como sinônimo de sulriograndense. Entre o fim dos anos 40 e o início dos 50 se iniciara uma fase de novo interesse pelo passado, em vista do rápido desaparecimento das tradições campeiras com o progresso econômico e a internacionalização dos costumes. Nessa época apareceram Barbosa Lessa e Paixão Cortes como figuras de proa nesse processo, iniciando uma série de pesquisas antropológicas quando essa ciência mal era reconhecida no estado. Segundo Cortes
"Era o auge do pan-americanismo. Para se ter uma ideia, se um camponês saísse de casa em direção à cidade, carregava uma muda de roupas para substituir as bombachas quando fosse chegar. Se não fizesse isso era visto com maus olhos. Era considerado um cidadão de segunda classe. O próprio chimarrão, na cidade, era consumido apenas dentro da residência e longe das janelas. Enquanto o modernismo estava na ordem do dia, um grupo de jovens secundaristas saía na busca de suas raízes. (…) O gaúcho sempre existiu como o tal centauro dos pampas, o monarca das coxilhas ligado a um fato épico, histórico e político, e não mais do que isso. Mas esta é uma figura poética que surgiu para se transformar em um símbolo. E símbolos são importantes para que se mantenha a identidade do povo. Só que esta imagem já existia. O que fizemos foi recuperá-la e dar-lhe uma outra dimensão. Até então, o aspecto social e recreativo era totalmente desconhecido. Era "Boi Barroso", "Prenda Minha" e estamos conversados. Encerrou-se o repertório musical e coreográfico do Rio Grande. Havia os registros do Cezimbra Jacques e do Simões Lopes Neto, tinha ali "O Balaio", por exemplo. Mas como se dança? Como se canta?"
Essa busca, porém, estava em sua origem mais ligada a um desejo de reconstrução histórica do que de interpretação, e paradoxalmente iniciou no ambiente urbano. Em 24 de abril de 1948 aqueles folcloristas, junto com um grupo de jovens estudantes, fundaram em Porto Alegre o Centro de Tradições Gaúchas 35. Ali tomavam mate e imitavam os hábitos do interior, entre eles o da charla (conversa) que os peões entretêm nos galpões das estâncias. Barbosa Lessa recorda que

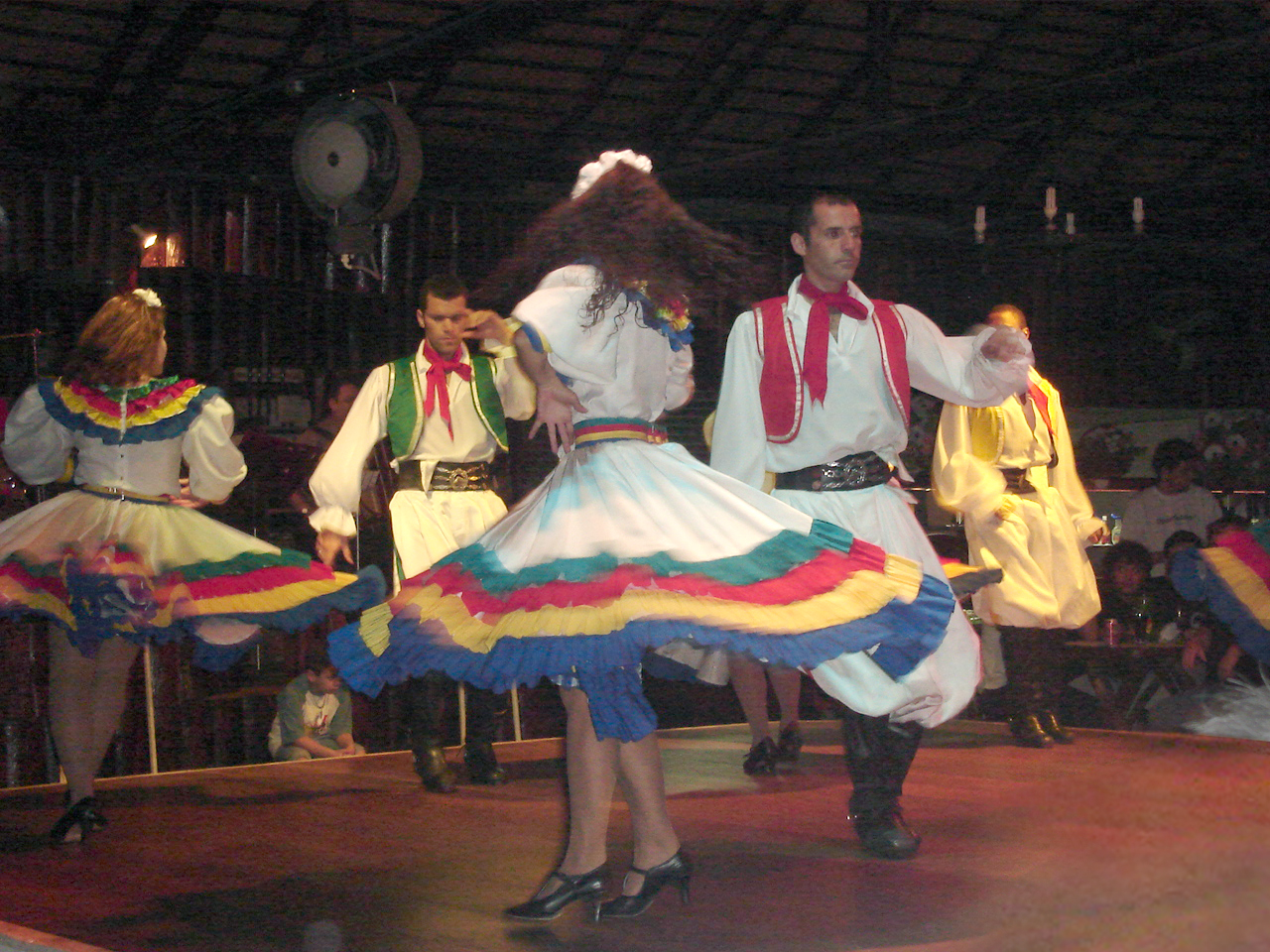
Apresentação de dança gauchesca.

"não se tinha muita pretensão de revolucionar o mundo, embora nós não concordássemos com aquele tipo de civilização que nos era imposto de todas as formas (…) não pretendíamos escrever sobre o gaúcho ou sobre o galpão: desde o primeiro momento, encarnamos em nós mesmos a figura do gaúcho, vestindo e falando à moda galponeira, e nos sentíamos donos do mundo quando nos reuníamos, sábado à tarde, em torno do fogo-de-chão."
Desde lá o movimento tradicionalista foi lentamente ganhado visibilidade e se constituindo num verdadeiro estilo de vida para muitas pessoas mesmo nos núcleos urbanos. Nos anos 60 apareceram artigos e palestras sobre o assunto, e também a figura de Teixeirinha, um fenômeno de popularidade. Em 1971 se realizou a primeira Califórnia da Canção Nativa, que se ramificou em centenas de outros festivais similares pelo estado, onde aspectos da música pop também foram assimilados. Esses festivais deram espaço para expressões politicamente engajadas que levaram a uma integração entre regionalismos campeiros de vários países do Cone Sul, cujas histórias tiveram muitos pontos de contato. Mas foi a partir da década de 1980 que o ritmo desse processo cresceu enormemente, a ponto de ganhar respaldo da cultura oficial, atrair simpatizantes de outras origens culturais além da campeira como os alemães e italianos, e inspirar a criação de centenas de CTGs, além das fronteiras estaduais, até no exterior. Em 1980 cerca de novecentos mil gaúchos (11,5% do total) moravam fora do Rio Grande do Sul, levando as tradições locais com eles. É certo também que divulgação tão maciça e muitas vezes sem critérios e desinformada deu margem à formação de estereótipos mistificantes e hibridismos espúrios, que vêm sendo questionados tanto na pesquisa acadêmica como na cultura popular, muitas vezes até de forma humorística.

#### Os vários "gaúchos"
O gaúcho "típico", finalmente, não é a única imagem do gaúcho real contemporâneo. As outras inúmeras etnias e segmentos culturais que compuseram a sociedade gaúcha conseguiram em anos recentes apreciável nível de articulação para a conquista de seu espaço. Nas regiões italiana e alemã as festividades folclóricas são inúmeras, originando divisas, teses acadêmicas, filmografia e literatura ficcional, além de um sentimento de coesão social legítimo em função da autenticidade do testemunho histórico onde se baseiam essas interpretações modernas do passado. É verdade que as tradições perderam muito diante da sua transformação em produto à venda e da modernização da vida em geral, e o que hoje se consome como "tradição" muitas vezes é apenas um eco diluído e estilizado de uma realidade irremediavelmente perdida, mas esses movimentos têm conseguido se cristalizar em símbolos eficientes e cultivar expressões autênticas o bastante para assegurar a consolidação e preservação de uma memória social significativa e veraz, com o aval de inúmeros pesquisadores sérios e patrocínios oficiais. Além disso em muitos pontos do estado ainda se encontram manifestações vivas e espontâneas dos antigos costumes. A cultura urbana também criou traços característicos aparentes em seus neologismos, seus hábitos sociais diversificados e cosmopolitas, no acesso fácil à tecnologia de ponta e à informação, e no surgimento de um folclore próprio, já objeto de estudo acadêmico. E como eles os judeus vêm revisitando sua história, os polacos, os negros, e os outros grupos minoritários, levando à reescrita de largos trechos da historiografia oficial do Rio Grande do Sul e, no diálogo entre tais culturas distintas, a uma maior integração interna e à síntese de novas formas de expressão e arte, algumas de notável vigor e originalidade.

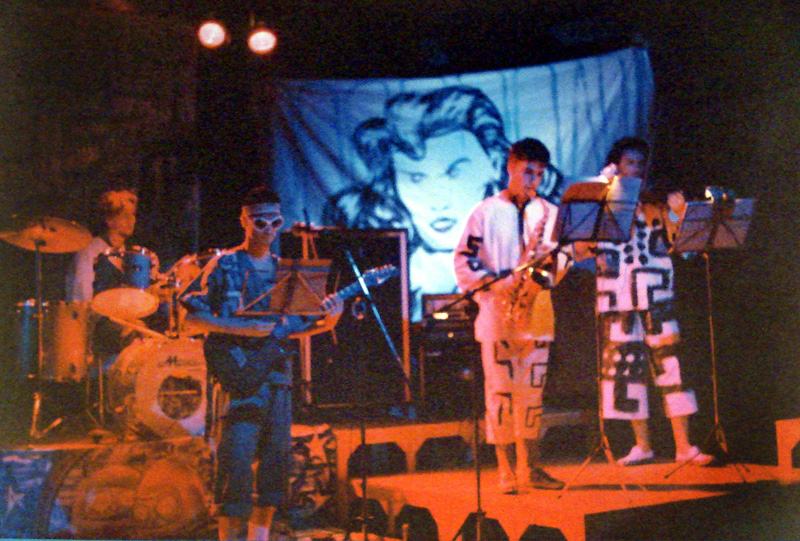
Show da banda de rock alternativo Aristóteles de Ananias Jr.
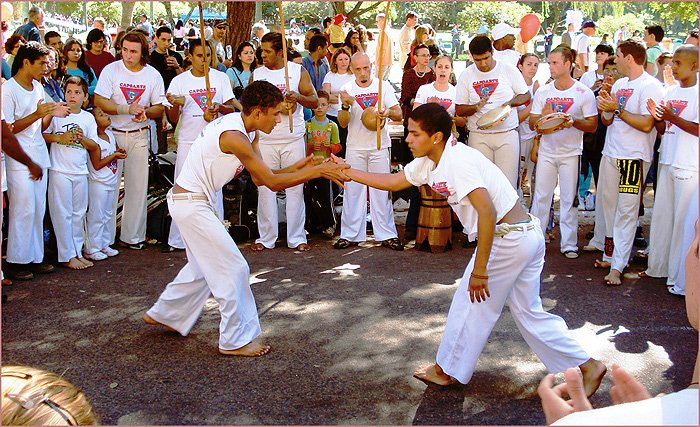
Roda de Capoeira no Brique da Redenção.
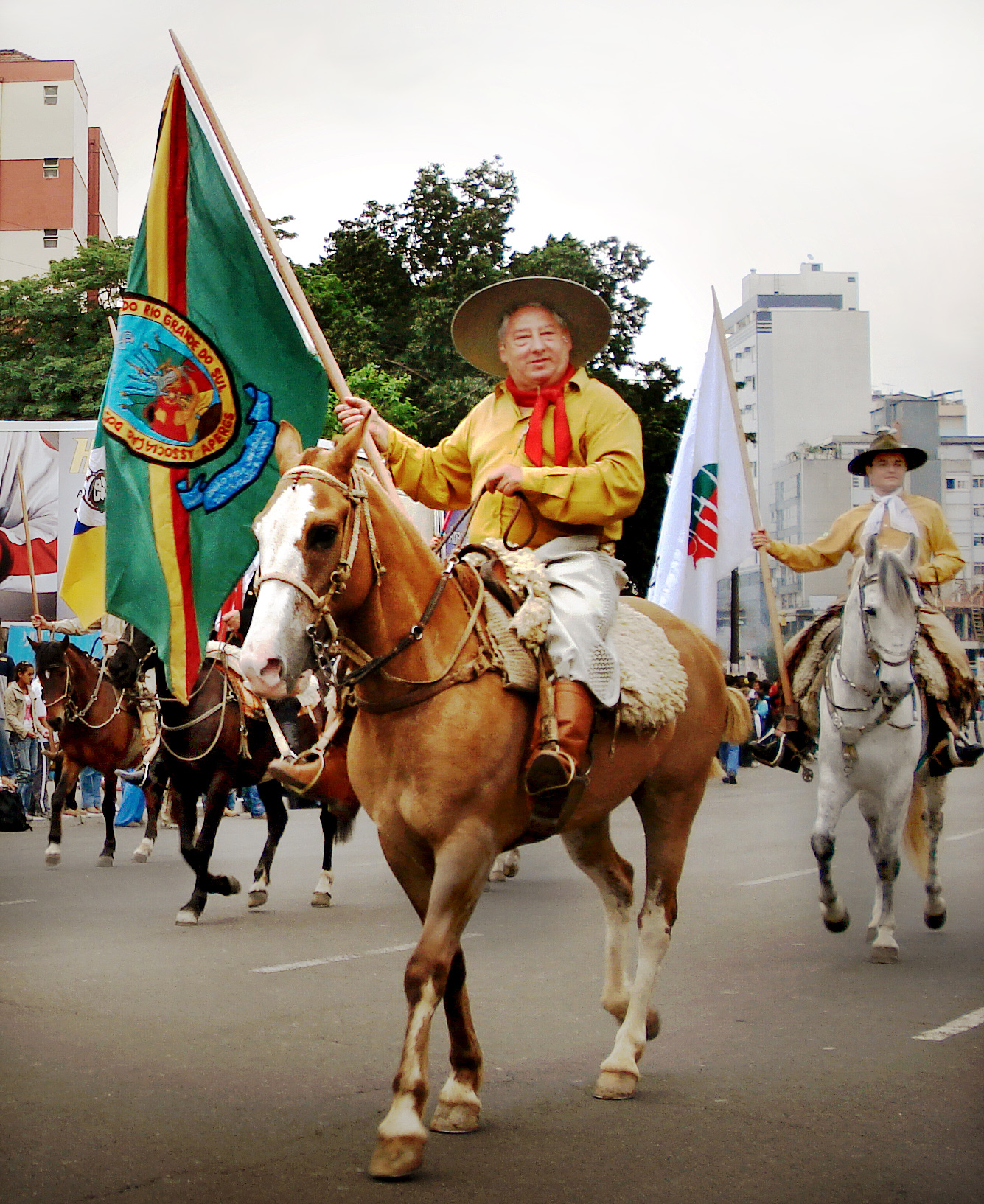
Gaúcho desfilando na Semana Farroupilha.
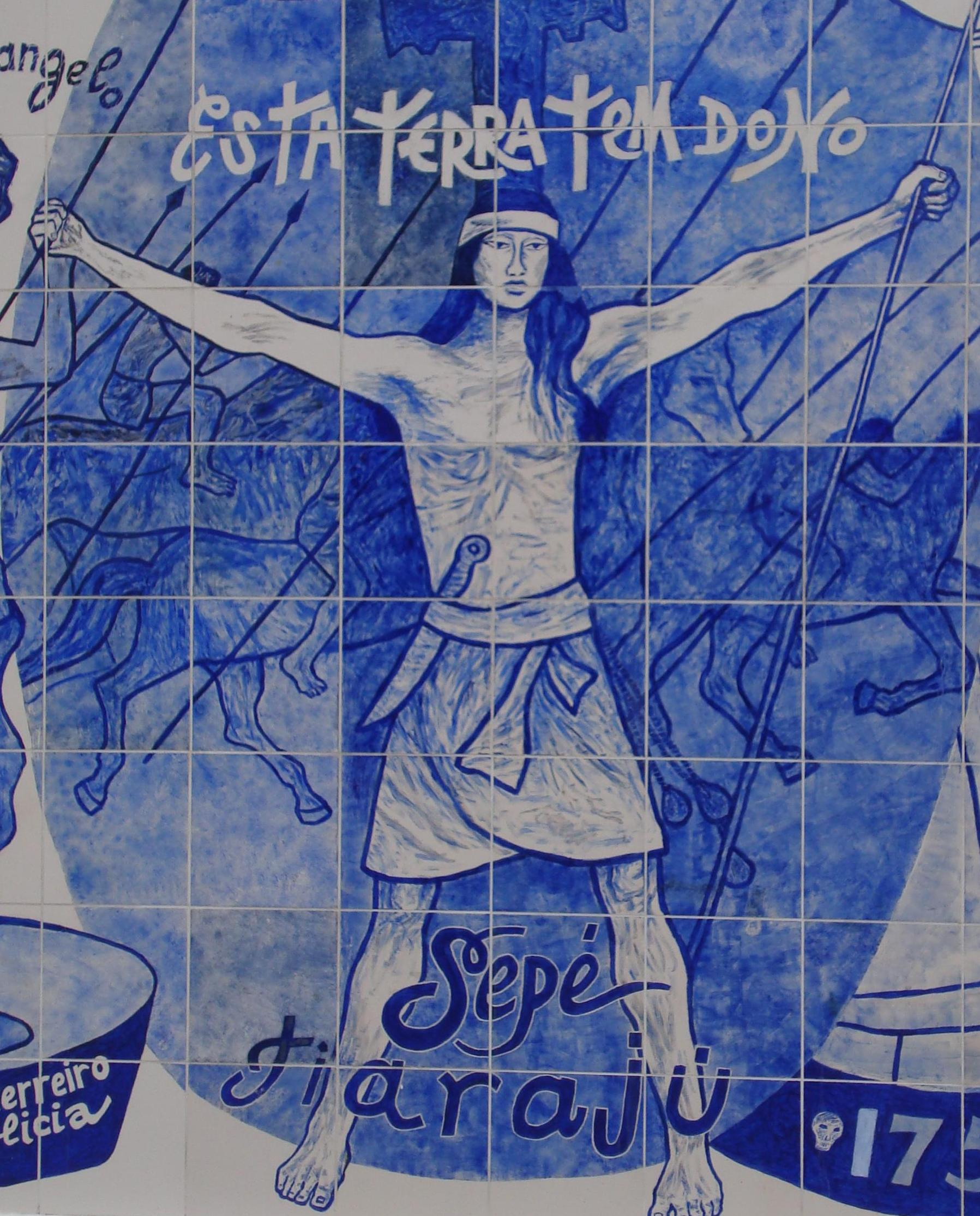
Imagem de Sepé Tiaraju no Memorial da Epopeia Riograndense.

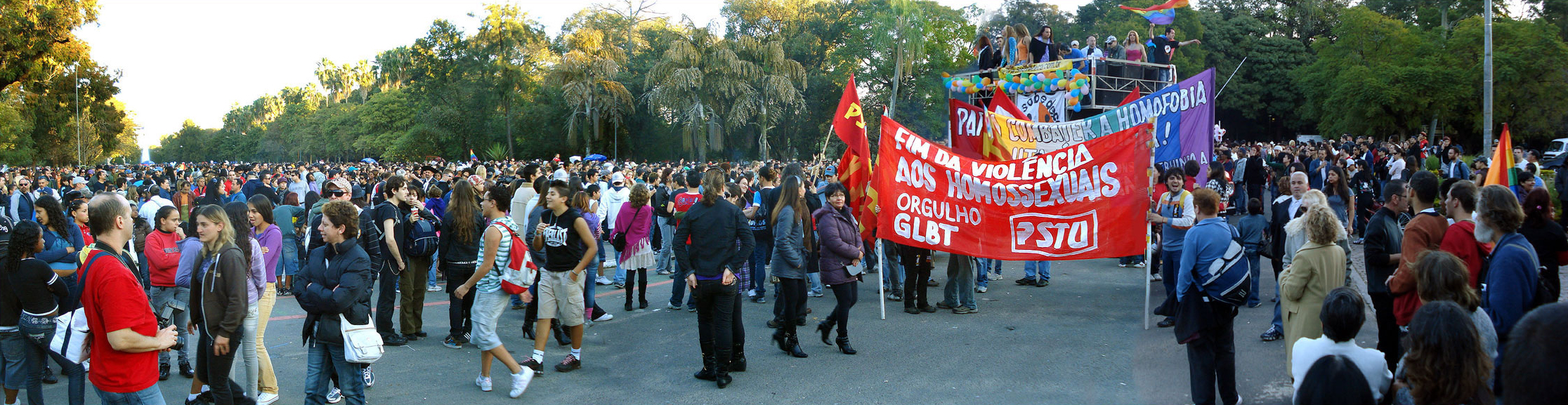
Parada Livre LGBT em Porto Alegre.
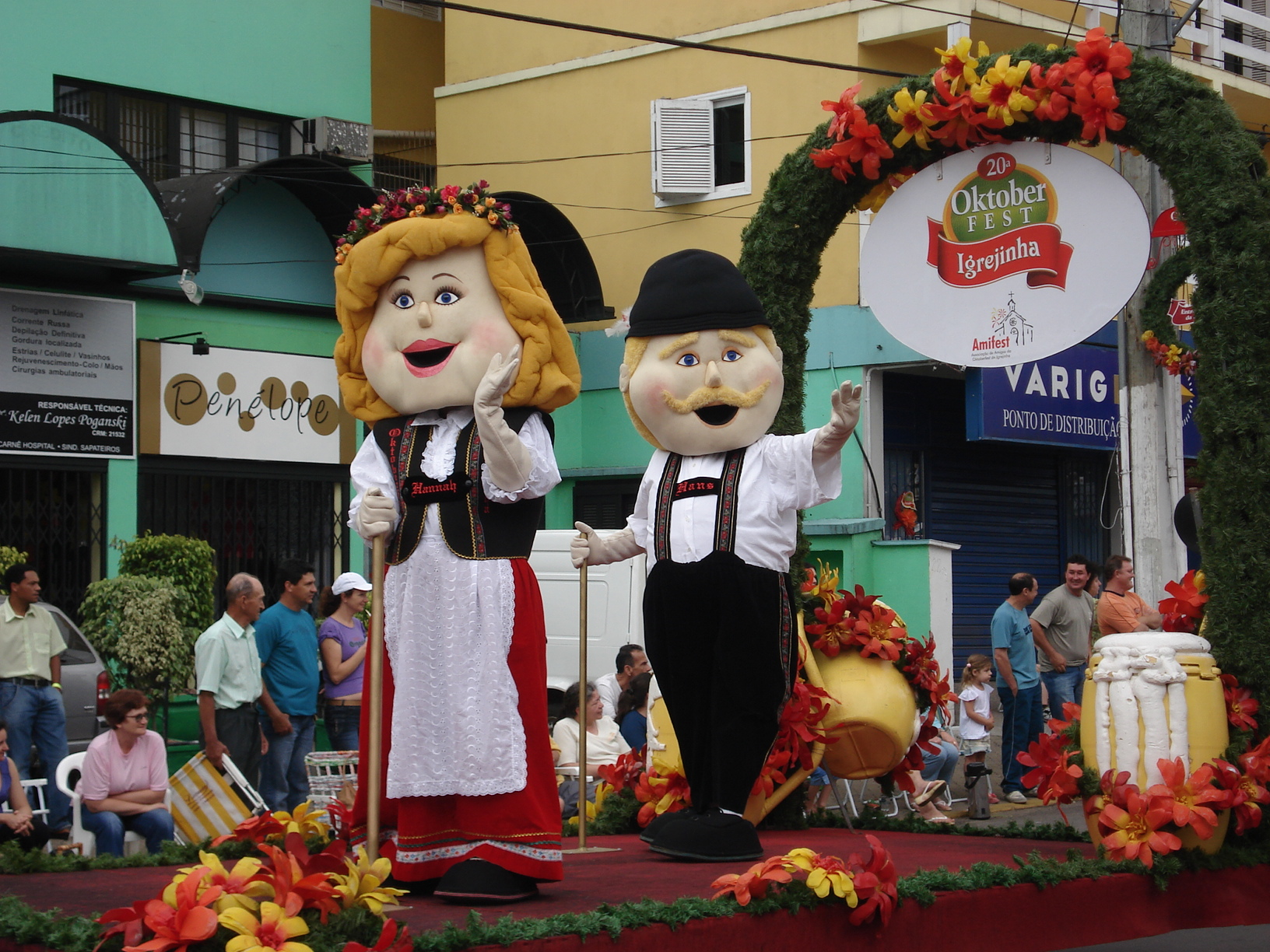
Carro alegórico na Oktoberfest de Igrejinha.
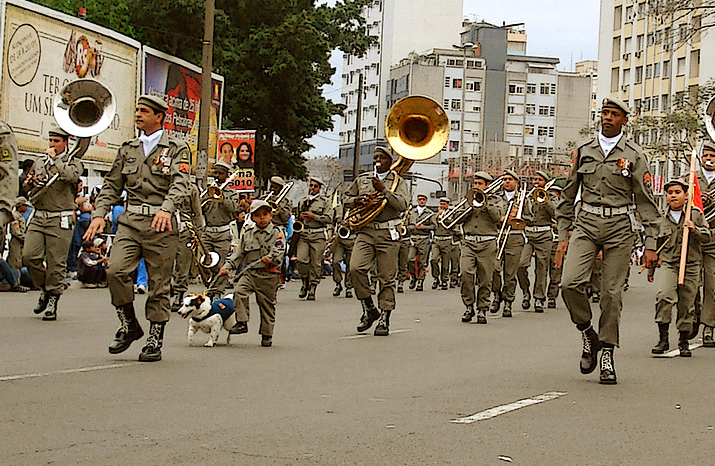
Banda da Brigada Militar em desfile em Porto Alegre
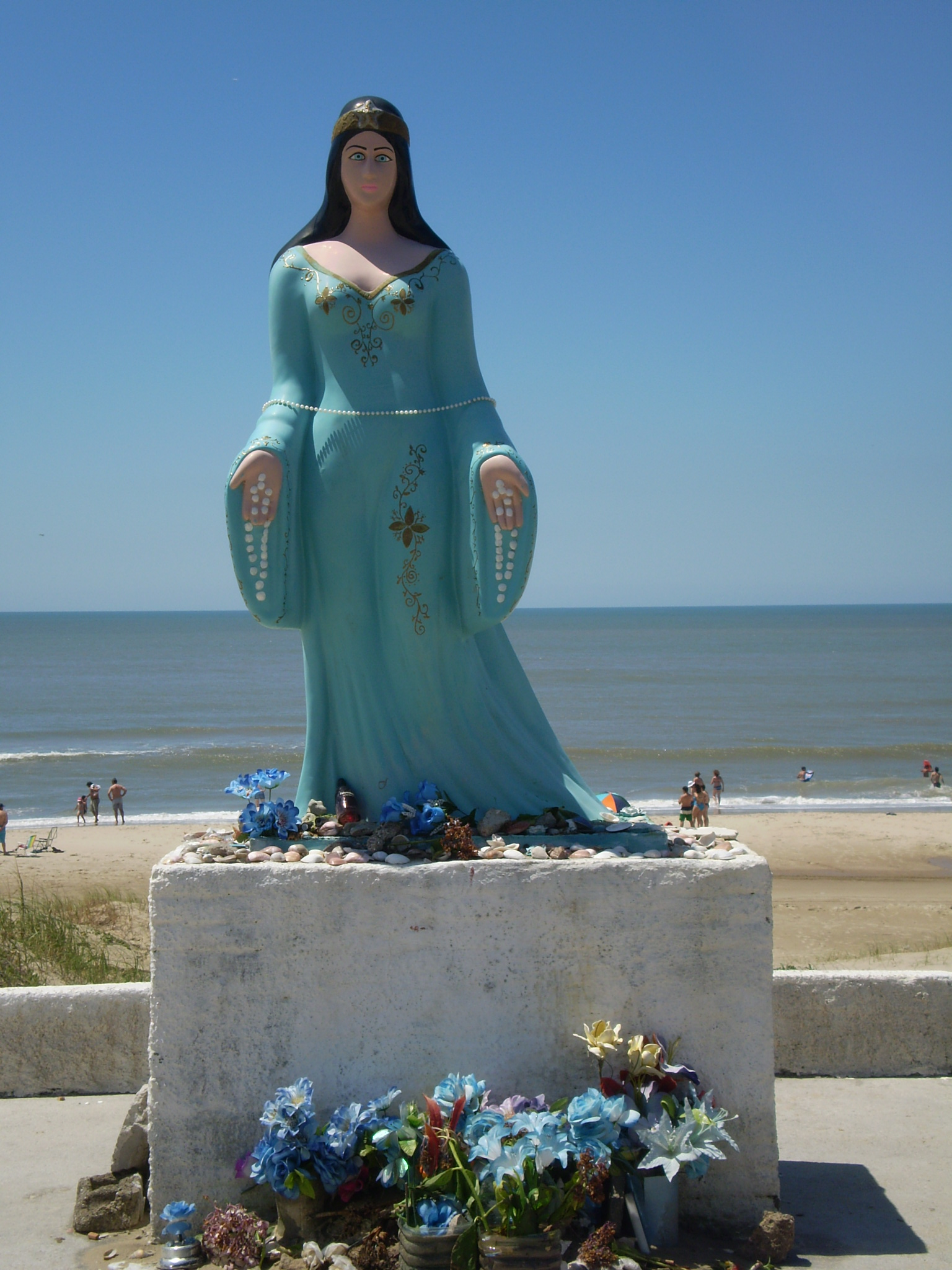
Estátua de Iemanjá na Barra do Chuí